# Armorial des communes du Haut-Rhin

Blason du Haut-Rhin : de gueules à la bande d'or accompagnée de six couronnes du même, trois en chef et trois renversées en pointe.
Ancien blason de l'Alsace : Parti du Bas-Rhin et du Haut-Rhin.
Nouveau blason de l'Alsace : De gueules à la bande d'argent côtoyée de deux cotices fleuronnées du même, le tout accompagné de six couronnes d'or dans le sens de la bande, trois en chef et trois renversées en pointe.
Blason de la Lorraine : D'or à la bande de gueules chargée de trois alérions d'argent.

- il comporte peu ou pas de sources.
- il reste des blasons à dessiner dans cet armorial.
- certaines figures sont encore dans un format bitmap et doivent être vectorisées.

Cette page dresse l'ensemble des armoiries (figures et blasonnements) connues des communes du Haut-Rhin disposant d'un blason. Les blasons à enquerre (fautifs au vu de la règle de contrariété des couleurs) sont inclus, avec mention de leur statut particulier. Les communes arborant des pseudo-blasons (dessins d'amateur ne respectant aucune règle de construction héraldique) et les communes sans blason en sont volontairement exclues.
- Haut – A
- B
- C
- D
- E
- F
- G
- H
- I
- J
- K
- L
- M
- N
- O
- P
- Q
- R
- S
- T
- U
- V
- W
- X
- Y
- Z

```
3 dessin(s) en attente (voir : A B I)
```

## A
| Blason de Algolsheim | Blason  | D'or au chevron haussé d'azur soutenu d'un lion de sable. |
| Blason de Algolsheim | Détails | Le statut officiel du blason reste à déterminer.          |

| Blason de Altenach | Blason  | De gueules à un tranchoir d'argent posé en bande le manche en pointe. |
| Blason de Altenach | Détails | Le statut officiel du blason reste à déterminer.                      |

| Blason de Altkirch | Blason  | D'azur à l'église d'argent flanquée à dextre d'un clocher à bâtière du même, le tout maçonné de sable, essoré de gueules, sommé d'une croisette d'or, ouvert et ajouré du champ, posé sur une terrasse de sinople. |
| Blason de Altkirch | Détails | Armes parlantes. * Il y a là non-respect de la règle de contrariété des couleurs : ces armes sont fautives (sinople sur azur). Le statut officiel du blason reste à déterminer.                                    |

| Blason de Ammerschwihr | Blason  | D'argent à trois oiseaux de sable allumés du champ. |
| Blason de Ammerschwihr | Détails | Le blasonnement n'indique — semble t-il — pas de variété d'oiseau particulière : n'importe quel oiseau ferait donc l'affaire. Conflit héraldique : les oiseaux présentent de l'argent sur leurs flancs aussi. Le statut officiel du blason reste à déterminer. |

| Blason de Ammertzwiller | Blason  | De gueules à l'église d'argent maçonnée de sable, le clocher posé à la hauteur du transept. |
| Blason de Ammertzwiller | Détails | Le statut officiel du blason reste à déterminer.                                            |

| Blason de Andolsheim | Blason  | D'argent à une ramure de cerf de sable chevillée à senestre de quatre pièces, posée en pal et soutenue en pointe d'une étoile à cinq rais de même. |
| Blason de Andolsheim | Détails | Conflit héraldique : la ramure apparait chevillée de trois pièces. Le statut officiel du blason reste à déterminer.                                |

| Blason de Appenwihr | Blason  | D'argent à un plant de muguet de sinople fleuri du champ accompagné en chef d'une ramure de cerf de sable posée en fasce.                                                            |
| Blason de Appenwihr | Détails | Contrairement au blason d'Andolsheim, le blason d'Appenwihr ne blasonne ni le sens de la ramure de cerf, ni le nombre de chevilles. Le statut officiel du blason reste à déterminer. |

| Blason de Artzenheim | Blason  | De gueules à une coquille d'argent.              |
| Blason de Artzenheim | Détails | Le statut officiel du blason reste à déterminer. |

| Blason de Aspach | Blason  | D'argent à trois trembles arrachés de sinople. Armes parlantes. |
| Blason de Aspach | Détails | Le statut officiel du blason reste à déterminer.                |

| Blason à dessiner | Blason  | Parti en 1) de sinople à un rencontre de bélier d'or, en 2) de gueules à une rivière d'argent courante abaissée en fasce brochant sur une crosse d'or en pal, à la tenaille ouverte de sable brochant sur le tout. |
| Blason à dessiner | Détails | Après fusion des communes : parti de Aspach-le-Haut et de Michelbach. Le statut officiel du blason reste à déterminer.                                                                                             |

| Blason de Aspach-le-Bas | Blason  | D'argent à un tremble arraché de sinople, à l'onde d'azur mouvant de la pointe. Armes parlantes. |
| Blason de Aspach-le-Bas | Détails | Le statut officiel du blason reste à déterminer.                                                 |

| Blason de Aspach-le-Haut | Blason  | De sinople à un rencontre de bélier d'or.        |
| Blason de Aspach-le-Haut | Détails | Le statut officiel du blason reste à déterminer. |

| Blason de Attenschwiller | Blason  | D'argent à un compas ouvert de gueules enfermant une lettre majuscule A de sable. |
| Blason de Attenschwiller | Détails | Le statut officiel du blason reste à déterminer.                                  |

| Blason de Aubure | Blason  | D'argent à un coq de bruyère au naturel posé sur un mont de trois coupeaux de sinople. |
| Blason de Aubure | Détails | Le statut officiel du blason reste à déterminer.                                       |

- Haut – A
- B
- C
- D
- E
- F
- G
- H
- I
- J
- K
- L
- M
- N
- O
- P
- Q
- R
- S
- T
- U
- V
- W
- X
- Y
- Z

## B
| Blason de Baldersheim | Blason  | De gueules au fermail d'argent.                  |
| Blason de Baldersheim | Détails | Le statut officiel du blason reste à déterminer. |

| Blason de Balgau | Blason  | Coupé d'argent au lion issant de gueules, et de sable plain. |
| Blason de Balgau | Détails | Le statut officiel du blason reste à déterminer.             |

| Blason de Ballersdorf | Blason  | D'or à trois bandes d'azur, la première chargée de trois besants d'argent. |
| Blason de Ballersdorf | Détails | Le statut officiel du blason reste à déterminer.                           |

| Blason de Balschwiller | Blason  | De gueules au sautoir d'or.                      |
| Blason de Balschwiller | Détails | Le statut officiel du blason reste à déterminer. |

| Blason de Baltzenheim | Blason  | De gueules à la bande d'argent accostée de deux poissons d'or. |
| Blason de Baltzenheim | Détails | Le statut officiel du blason reste à déterminer.               |

| Blason de Bantzenheim | Blason  | D'azur au mont de trois coupeaux d'or mouvant de la pointe, surmonté d'un fer à cheval d'argent clouté du champ. |
| Blason de Bantzenheim | Détails | Le statut officiel du blason reste à déterminer.                                                                 |

| Blason de Bartenheim | Blason  | D'or à un crampon de gueules posé en bande, enfermé dans une couronne de laurier de sinople. |
| Blason de Bartenheim | Détails | Le statut officiel du blason reste à déterminer.                                             |

| Blason de Battenheim | Blason  | De gueules à la fasce d'argent, un fer à cheval d'or brochant sur le tout. |
| Blason de Battenheim | Détails | Le statut officiel du blason reste à déterminer.                           |

| Blason de Beblenheim | Blason  | D'azur à l'agneau pascal d'argent, portant une hampe croisetée d'or en barre, de laquelle pend une bannière aussi d'argent chargée d'une croix de gueules. |
| Blason de Beblenheim | Détails | Le statut officiel du blason reste à déterminer. |

| Blason de Bellemagny | Blason  | Parti d'or à la maison à colombages d'azur essorée de gueules, et du second à l'ostensoir du premier, à la lunule d'argent. |
| Blason de Bellemagny | Détails | Le statut officiel du blason reste à déterminer.                                                                            |

| Blason de Bendorf | Blason  | D'argent à la croix pattée alézée de gueules, les bras brochant sur deux flèches de sable posées en pal. |
| Blason de Bendorf | Détails | Le statut officiel du blason reste à déterminer.                                                         |

| Blason de Bennwihr | Blason  | D'azur à la croix d'argent.                      |
| Blason de Bennwihr | Détails | Le statut officiel du blason reste à déterminer. |

| Blason de Berentzwiller | Blason  | D'azur à trois épis de blé d'or, les tiges brochant à demi sur une champagne du même ; coupé de sinople à la lame de faux d'argent. |
| Blason de Berentzwiller | Détails | Le statut officiel du blason reste à déterminer.                                                                                    |

| Blason de Bergheim | Blason  | D'argent à deux tours carrées pavillonnées de gueules, maçonnées de sable et enfermées dans une enceinte ronde de murailles crénelées du même, ouverte de deux portes de sable, un mont de trois coupeaux de sinople posé entre les tours, celui du milieu sommé d'un écusson aux armes de France. |
| Blason de Bergheim | Détails | Le statut officiel du blason reste à déterminer. |

| Blason de Bergholtz | Blason  | De gueules à un triangle d'or adextré d'une serpe de vigneron d'argent emmanchée d'or posée en barre et senestré d'un soc de charrue d'argent posé en bande, au chef d'argent chargé d'un lévrier passant de sable colleté et lampassé du champ. |
| Blason de Bergholtz | Détails | Le statut officiel du blason reste à déterminer. |

| Blason de Bergholtzzell | Blason  | De gueules à un triangle d'argent vidé, renfermant une croisette du même. |
| Blason de Bergholtzzell | Détails | Le statut officiel du blason reste à déterminer.                          |

| Blason de Bernwiller | Blason  | De gueules à la barre ondée d'argent, accompagnée de deux croix tréflées de même et des deux lettres majuscules B et W d'or posées aux flancs. |
| Blason de Bernwiller | Détails | Le statut officiel du blason reste à déterminer.                                                                                               |

| Blason de Berrwiller | Blason  | D'argent à un crochet en forme de S de sable, trois montagnes de sinople mouvant de la pointe. |
| Blason de Berrwiller | Détails | Le statut officiel du blason reste à déterminer.                                               |

| Blason de Bettendorf | Blason  | D'argent au livre fermé de sable, à la tranche de gueules et garni d'or aux quatre coins ; un chapelet de gueules brochant sur le tout. |
| Blason de Bettendorf | Détails | Le statut officiel du blason reste à déterminer.                                                                                        |

| Blason de Bettlach | Blason  | D'argent à la bisse ondoyante de sable posée en bande, languée de gueules. |
| Blason de Bettlach | Détails | Le statut officiel du blason reste à déterminer.                           |

| Blason de Biederthal | Blason  | D'azur à l'étoile à huit rais d'or.              |
| Blason de Biederthal | Détails | Le statut officiel du blason reste à déterminer. |

| Blason de Biesheim | Blason  | D'azur à un saumon d'argent posé en bande, la queue recourbée, à la filière cousue de gueules*.                                                           |
| Blason de Biesheim | Détails | * Ces armes emploient le terme « cousu » dans le seul but de contrevenir à la règle de contrariété des couleurs : elles sont fautives : gueules sur azur. |

| Blason de Biltzheim | Blason  | Parti d'or à six feuilles en forme de cœur de sinople, 3, 2, 1, enfermé dans une bordure de gueules, et d'azur à la fasce d'argent accompagnée de trois fleurs de lys d'or. |
| Blason de Biltzheim | Détails | Le statut officiel du blason reste à déterminer. |

| Blason de Bischwihr | Blason  | D'or à la croix de gueules cantonnée de quatre lionceaux de sable. |
| Blason de Bischwihr | Détails | Le statut officiel du blason reste à déterminer.                   |

| Blason de Bisel | Blason  | D'argent à deux belettes passantes de gueules, l'une sur l'autre.                             |
| Blason de Bisel | Détails | Armes parlantes (Bisel-belette en allemand). Le statut officiel du blason reste à déterminer. |

| Blason de Bitschwiller-lès-Thann | Blason  | De gueules à la lune d'or soutenant à dextre un pic de mineur posé en barre, la pointe à senestre tournée vers le bas, à senestre une roue dentée, le tout d'argent. |
| Blason de Bitschwiller-lès-Thann | Détails | Le statut officiel du blason reste à déterminer. |

| Blason de Blodelsheim | Blason  | De gueules à deux cierges d'argent posés en sautoir allumés d'or, soutenus d'une rivière courante d'argent en fasce. |
| Blason de Blodelsheim | Détails | Le statut officiel du blason reste à déterminer.                                                                     |

| Blason de Blotzheim | Blason  | D'argent à un triangle évidé de sable surmonté d'une croix pattée de même. |
| Blason de Blotzheim | Détails | Le statut officiel du blason reste à déterminer.                           |

| Blason de Bollwiller | Blason  | De sinople à la bande d'argent accompagnée de six merlettes d'or posées en orle. |
| Blason de Bollwiller | Détails | Le statut officiel du blason reste à déterminer.                                 |

| Blason de Le Bonhomme | Blason  | Coupé mi-parti en chef : au 1er d'or au lion de sable, au 2d d'argent à trois écussons de gueules, au 3e d'azur à une mitre d'évêque d'argent garnie d'or brochant sur une crosse en bande également d'or. |
| Blason de Le Bonhomme | Détails | Le statut officiel du blason reste à déterminer. |

| Blason de Bourbach-le-Bas | Blason  | De gueules à l'épi de blé en pal tigé et feuillé, accosté d'une navette de tisserand et d'une lampe de mineur, le tout d'or, à la terrasse fascé ondée d'argent et d'azur de quatre pièces. |
| Blason de Bourbach-le-Bas | Détails | Le statut officiel du blason reste à déterminer. |

| Blason de Bourbach-le-Haut | Blason  | D'argent à une cognée et une scie de bûcheron de gueules passées en sautoir et soutenues de deux coupeaux de sinople mouvant de la pointe. |
| Blason de Bourbach-le-Haut | Détails | Le statut officiel du blason reste à déterminer.                                                                                           |

| Blason de Bouxwiller | Blason  | D'argent à un arbre de sinople sur une terrasse isolée de même. |
| Blason de Bouxwiller | Détails | Le statut officiel du blason reste à déterminer.                |

| Blason de Bréchaumont | Blason  | De sinople à un pont d'or maçonné de sable.      |
| Blason de Bréchaumont | Détails | Le statut officiel du blason reste à déterminer. |

| Blason de Breitenbach-Haut-Rhin | Blason  | D'argent au pont de gueules maçonné de sable sur une rivière d'azur. |
| Blason de Breitenbach-Haut-Rhin | Détails | Le statut officiel du blason reste à déterminer.                     |

| Blason de Bretten | Blason  | D'azur à la brette d'argent garnie d'or posée en pal, la pointe haute accostée de deux fers à cheval d'or. |
| Blason de Bretten | Détails | Armes parlantes. Le statut officiel du blason reste à déterminer.                                          |

| Blason de Brinckheim | Blason  | D'azur à deux lézards montant d'or, la cordelière de saint François de même en orle. |
| Blason de Brinckheim | Détails | Le statut officiel du blason reste à déterminer.                                     |

| Blason de Bruebach | Blason  | D'or à une losange évidée de sable couchée en fasce. |
| Blason de Bruebach | Détails | Le statut officiel du blason reste à déterminer.     |

| Blason de Brunstatt | Blason  | D'argent à un fer à cheval de gueules clouté de sept pièces du champ, quatre à senestre, trois à dextre. |
| Blason de Brunstatt | Détails | Le statut officiel du blason reste à déterminer.                                                         |

| Blason à dessiner | Blason  | D'azur à la sirène d'argent, tenant de sa main dextre un sceptre fleurdelysé d'or et de sa senestre un crampon du second.             |
| Blason à dessiner | Détails | Après la fusion des communes le blason de Brunstatt et de Didenheim ont été accolés. Le statut officiel du blason reste à déterminer. |

| Blason de Buethwiller | Blason  | De gueules à deux roues de moulin d'or rangées en fasce, surmontées d'un couteau d'argent posé en fasce. |
| Blason de Buethwiller | Détails | Le statut officiel du blason reste à déterminer.                                                         |

| Blason de Buhl | Blason  | De gueules à un triangle évidé d'argent.         |
| Blason de Buhl | Détails | Le statut officiel du blason reste à déterminer. |

| Blason de Burnhaupt-le-Bas | Blason  | D'azur à une fontaine monumentale déversant son eau dans une auge adextrant le pilier, le tout d'argent et surmonté à dextre d'"un croissant contourné d'or. |
| Blason de Burnhaupt-le-Bas | Détails | Le statut officiel du blason reste à déterminer. |

| Blason de Burnhaupt-le-Haut | Blason  | D'azur au sautoir d'argent cantonné de quatre étoiles à cinq rais de même. |
| Blason de Burnhaupt-le-Haut | Détails | Le statut officiel du blason reste à déterminer.                           |

| Blason de Buschwiller | Blason  | D'azur à une colombe d'argent sur un coupeau isolé d'or, accompagnée en chef de deux molettes du second. |
| Blason de Buschwiller | Détails | Le statut officiel du blason reste à déterminer.                                                         |

- Haut – A
- B
- C
- D
- E
- F
- G
- H
- I
- J
- K
- L
- M
- N
- O
- P
- Q
- R
- S
- T
- U
- V
- W
- X
- Y
- Z

## C
| Blason de Carspach | Blason  | D'azur à Saint Georges d'or sur un cheval d'argent harnaché du second |
| Blason de Carspach | Détails | Le statut officiel du blason reste à déterminer.                      |

| Blason de Cernay | Blason  | De gueules à une tour couverte et maçonnée d'argent, ajourée du champ et accostée de deux bars adossés du second. |
| Blason de Cernay | Détails | Le statut officiel du blason reste à déterminer.                                                                  |

| Blason de Chalampé | Blason  | De gueules à la bande d'or accostée de deux branches de chêne de même englantées d'argent. |
| Blason de Chalampé | Détails | Le statut officiel du blason reste à déterminer.                                           |

| Blason de Chavannes-sur-l'Étang | Blason  | De gueules à deux poissons courbés d'or, celui du chef la tête sur le flanc dextre, celui de la pointe la tête sur le senestre. |
| Blason de Chavannes-sur-l'Étang | Détails | Le statut officiel du blason reste à déterminer.                                                                                |

| Blason de Colmar | Blason  | Parti de gueules et de sinople, une masse d'armes d'or posée en barre brochant sur le tout. |
| Blason de Colmar | Détails | Même si Colmar ne porte pas le chef de France (chef d'azur à trois fleurs de lys d'or), elle fait tout de même partie des 40 bonnes villes du royaume de France, dont les maires sont traditionnellement conviés au sacre du roi. Le statut officiel du blason reste à déterminer. |

| Blason de Courtavon | Blason  | D'argent à trois fleurs de lys à pied nourri de gueules. |
| Blason de Courtavon | Détails | Le statut officiel du blason reste à déterminer.         |

- Haut – A
- B
- C
- D
- E
- F
- G
- H
- I
- J
- K
- L
- M
- N
- O
- P
- Q
- R
- S
- T
- U
- V
- W
- X
- Y
- Z

## D
| Blason de Dannemarie | Blason  | D'azur à la façade d'église romane d'argent ajourée du champ et ouverte de sable, la Sainte Vierge et l'Enfant Jésus d'or posés sur une nuée d'argent entre deux clochers sommés de croix de même. |
| Blason de Dannemarie | Détails | Le statut officiel du blason reste à déterminer. |

| Blason de Dessenheim | Blason  | Parti d'or à une mitre d'azur garnie d'argent brochant sur une crosse posée en pal du second, et de gueules à une fasce d'argent. |
| Blason de Dessenheim | Détails | Le statut officiel du blason reste à déterminer.                                                                                  |

| Blason de Didenheim | Blason  | D'azur à la sirène d'argent, tenant de sa main dextre un sceptre fleurdelysé d'or et de sa senestre un crampon du second. |
| Blason de Didenheim | Détails | Le statut officiel du blason reste à déterminer.                                                                          |

| Blason de Diefmatten | Blason  | Coupé d'argent à un buste de saint Nicolas de carnation, mitré d'or, vêtu pontificalement de gueules, au pallium d'argent chargé de trois croisettes de sable, tenant de sa main dextre trois pains d'or et de sa senestre une crosse de même posée en barre ; et de sinople à un coq hardi du premier, becqué et membré du troisième, crêté et barbé du quatrième. |
| Blason de Diefmatten | Détails | Le statut officiel du blason reste à déterminer. |

| Blason de Dietwiller | Blason  | D'azur à la lettre majuscule T d'or accostée de deux étoiles de même et soutenue d'un cœur d'argent. |
| Blason de Dietwiller | Détails | Le statut officiel du blason reste à déterminer.                                                     |

| Blason de Dolleren | Blason  | D'azur à la croix haussée alésée d'or, à la fasce ondée abaissée d'argent brochant sur le tout. |
| Blason de Dolleren | Détails | Le statut officiel du blason reste à déterminer.                                                |

| Blason de Durlinsdorf | Blason  | D'or à une clef de sable posée en pal, une épée de gueules posée en fasce brochant sur la clef. |
| Blason de Durlinsdorf | Détails | Les lettres D et L ont disparu des représentations les plus récentes de ce blason, ce qui justifie leur absence ci-contre. Mais les deux versions sont valables. Le statut officiel du blason reste à déterminer. |
| Blason de Durlinsdorf | Alias   | D'or à une clef de sable posée en pal, une épée de gueules posée en fasce et brochant la clef, accostée des lettres D et L du second.                                                                             |

| Blason de Durmenach | Blason  | D'azur au couteau de chasse d'argent, au manche de gueules garni et clouté d'or, posé en pal. |
| Blason de Durmenach | Détails | Le statut officiel du blason reste à déterminer.                                              |

| Blason de Durrenentzen | Blason  | D'or à la roue de voiture à huit rais de sable surmontée d'une ramure de cerf de même posée en fasce. |
| Blason de Durrenentzen | Détails | Tout comme Appenwihr, le blason de Durrenentzen ne blasonne ni le sens de la ramure de cerf ni son nombre de chevilles. Ainsi, une représentation de ce blason avec une ramure de 6 chevilles contournée, restera valable. Le statut officiel du blason reste à déterminer. |

- Haut – A
- B
- C
- D
- E
- F
- G
- H
- I
- J
- K
- L
- M
- N
- O
- P
- Q
- R
- S
- T
- U
- V
- W
- X
- Y
- Z

## E
| Blason de Eglingen | Blason  | D'or à la herse de labour carrée d'azur, la base plus large que le sommet, à la denture et à l'annelet d'argent. |
| Blason de Eglingen | Détails | Le statut officiel du blason reste à déterminer.                                                                 |

| Blason de Eguisheim | Blason  | De gueules à Saint Pierre de carnation, vêtu d'argent, le manteau d'or, tenant de sa dextre une clef renversée de sable et de sa senestre un livre fermé du même, sur une terrasse de sinople. |
| Blason de Eguisheim | Détails | * Il y a là non-respect de la règle de contrariété des couleurs : ces armes sont fautives (sinople sur gueules). Le statut officiel du blason reste à déterminer.                              |

| Blason de Elbach | Blason  | D'azur à deux clés d'or posées en sautoir, à l'épée d'argent posée en pal brochant sur les clés, la pointe en bas brochant sur une terrasse ondée d'argent et d'azur de six pièces. |
| Blason de Elbach | Détails | Le statut officiel du blason reste à déterminer. |

| Blason de Emlingen | Blason  | De sinople à un four à chaux d'argent sommé d'une fumée de même, dirigée vers le dextre du chef. |
| Blason de Emlingen | Détails | Le statut officiel du blason reste à déterminer.                                                 |

| Blason de Ensisheim | Blason  | De gueules à la fasce d'argent.                  |
| Blason de Ensisheim | Détails | Le statut officiel du blason reste à déterminer. |

| Blason de Eschbach-au-Val | Blason  | D'argent à la branche de frêne de sinople.       |
| Blason de Eschbach-au-Val | Détails | Le statut officiel du blason reste à déterminer. |

| Blason de Eschentzwiller | Blason  | D'argent à deux clés de sinople posées en sautoir, les pannetons tournés à l'extérieur vers le chef. |
| Blason de Eschentzwiller | Détails | Le statut officiel du blason reste à déterminer.                                                     |

| Blason de Éteimbes | Blason  | D'argent au charme arraché de sinople, à la fasce ondée de sable posée en chef. |
| Blason de Éteimbes | Détails | Le statut officiel du blason reste à déterminer.                                |

- Haut – A
- B
- C
- D
- E
- F
- G
- H
- I
- J
- K
- L
- M
- N
- O
- P
- Q
- R
- S
- T
- U
- V
- W
- X
- Y
- Z

## F
| Blason de Falkwiller | Blason  | D'argent au faucon de sable éployé, capuchonné de gueules et perché sur un chicot du même. |
| Blason de Falkwiller | Détails | Le statut officiel du blason reste à déterminer.                                           |

| Blason de Feldbach | Blason  | De gueules au pal d'or chargé d'un bourdon de pèlerin de sable. |
| Blason de Feldbach | Détails | Le statut officiel du blason reste à déterminer.                |

| Blason de Feldkirch | Blason  | D'azur au lion rampant d'or, une cotice de gueules brochant le tout. |
| Blason de Feldkirch | Détails | Le statut officiel du blason reste à déterminer.                     |

| Blason de Fellering | Blason  | Ecartelé : au 1er de gueules à la bande d'argent chargée de trois cloches de vair, au 2d d'or à trois sapins sur un mont, le tout de sinople, au 3e d'argent au lévrier de sable colleté et bouclé de gueules, au 4e d'azur au héron d'argent debout sur une terrasse de sable. |
| Blason de Fellering | Détails | * Il y a là non-respect de la règle de contrariété des couleurs : ces armes sont fautives (sable sur azur). Le statut officiel du blason reste à déterminer. |

| Blason de Ferrette | Blason  | De gueules à deux bars adossés d'or.             |
| Blason de Ferrette | Détails | Le statut officiel du blason reste à déterminer. |

| Blason de Fessenheim | Blason  | D'azur au fer à cheval d'argent ajouré du champ, à la coquille d'escargot d'or posée en abîme tournée vers senestre. |
| Blason de Fessenheim | Détails | Le statut officiel du blason reste à déterminer.                                                                     |

| Blason de Fislis | Blason  | D'or à la bande ondée d'azur chargée d'une truite d'argent miraillée de gueules. |
| Blason de Fislis | Détails | Le terme "miraillé" désigne ici des écailles colorées d'un émail différent. Une représentation de ce blason avec des écailles différentes colorées de gueules, sera valable. Le statut officiel du blason reste à déterminer. |

| Blason de Flaxlanden | Blason  | D'azur à un cerf passant d'or.                   |
| Blason de Flaxlanden | Détails | Le statut officiel du blason reste à déterminer. |

| Blason de Folgensbourg | Blason  | D'azur au cygne passant d'argent becqué, langué et membré d'or, soutenu en pointe des lettres majuscules V S P également d'or. |
| Blason de Folgensbourg | Détails | Le statut officiel du blason reste à déterminer.                                                                               |

| Blason de Fortschwihr | Blason  | D'or au lion rampant de sable accompagné en chef d'une ramure de cerf du même posée en fasce.                                                                                    |
| Blason de Fortschwihr | Détails | Tout comme Appenwihr et Durrenentzen, le blason de Fortschwihr ne blasonne ni le sens de la ramure, ni son nombre de chevilles. Le statut officiel du blason reste à déterminer. |

| Blason de Franken | Blason  | D'azur à la lettre capitale F couronnée, le tout d'or. |
| Blason de Franken | Détails | Ni le style de caractère de la lettre F, ni le style de la couronne, n'est ici blasonné. Une représentation de ce blason avec une lettre F majuscule de type "Times New Roman" serait valable. Le statut officiel du blason reste à déterminer. |

| Blason de Fréland | Blason  | D'argent à un arbre de sinople sur une terrasse isolée du même, le tout accosté de deux étoiles d'azur. |
| Blason de Fréland | Détails | Le statut officiel du blason reste à déterminer.                                                        |

| Blason de Friesen | Blason  | D'azur à une bêche d'or en pal.                  |
| Blason de Friesen | Détails | Le statut officiel du blason reste à déterminer. |

| Blason de Frœningen | Blason  | De gueules à la bande d'argent chargée d'une clé de sable, le panneton en chef à dextre. |
| Blason de Frœningen | Détails | Le statut officiel du blason reste à déterminer.                                         |

| Blason de Fulleren | Blason  | D'azur au pal d'or chargé d'une fourmi de sable. |
| Blason de Fulleren | Détails | Le statut officiel du blason reste à déterminer. |

- Haut – A
- B
- C
- D
- E
- F
- G
- H
- I
- J
- K
- L
- M
- N
- O
- P
- Q
- R
- S
- T
- U
- V
- W
- X
- Y
- Z

## G
| Blason de Galfingue | Blason  | D'azur à une crosse contournée d'or mouvant de la pointe . |
| Blason de Galfingue | Détails | Le statut officiel du blason reste à déterminer.           |

| Blason de Geishouse | Blason  | De gueules au bouc contourné rampant d'argent sur un mont de sinople.                                                                                             |
| Blason de Geishouse | Détails | * Il y a là non-respect de la règle de contrariété des couleurs : ces armes sont fautives (sinople sur gueules). Le statut officiel du blason reste à déterminer. |

| Blason de Geispitzen | Blason  | D'azur à la croix de Lorraine d'or accostée de deux branches de chêne d'argent englantées d'or. |
| Blason de Geispitzen | Détails | Le statut officiel du blason reste à déterminer.                                                |

| Blason de Geiswasser | Blason  | Taillé d'azur et de gueules, au saumon d'argent courbé brochant sur la partition. |
| Blason de Geiswasser | Détails | Le statut officiel du blason reste à déterminer.                                  |

| Blason de Gildwiller | Blason  | De gueules à l'église d'argent ouverte et ajourée de sable, posée sur un coupeau de sinople mouvant de la pointe, accostée de deux arbres d'or.                   |
| Blason de Gildwiller | Détails | * Il y a là non-respect de la règle de contrariété des couleurs : ces armes sont fautives (sinople sur gueules). Le statut officiel du blason reste à déterminer. |

| Blason de Goldbach-Altenbach | Blason  | De sinople à la barre ondée d'or accompagnée de deux truites d'argent miraillées de gueules. |
| Blason de Goldbach-Altenbach | Détails | Le statut officiel du blason reste à déterminer.                                             |

| Blason de Gommersdorf | Blason  | D'argent à la charrue de sable, au chef de gueules à deux crosses abbatiales d'or passées en sautoir, une fleur du champ boutonnée d'or brochant sur les crosses |
| Blason de Gommersdorf | Détails | Le statut officiel du blason reste à déterminer. |

| Blason de Grentzingen | Blason  | D'azur à deux lions assis et affrontés d'or tenant chacun un couteau d'argent. |
| Blason de Grentzingen | Détails | Le statut officiel du blason reste à déterminer.                               |

| Blason de Griesbach-au-Val | Blason  | D'argent à la fasce ondée de sable.              |
| Blason de Griesbach-au-Val | Détails | Le statut officiel du blason reste à déterminer. |

| Blason de Grussenheim | Blason  | D'or à la croix pattée alézée de sinople.        |
| Blason de Grussenheim | Détails | Le statut officiel du blason reste à déterminer. |

| Blason de Gueberschwihr | Blason  | D'azur à la façade d'une maison pignonnée de trois montants d'argent, ajourée de trois fenêtres mal ordonnées, ouverte d'une porte cintrée, le tout de sable bordé de gueules |
| Blason de Gueberschwihr | Détails | Le statut officiel du blason reste à déterminer. |

| Blason de Guebwiller | Blason  | D'argent au bonnet albanais de gueules rebrassé d'azur. |
| Blason de Guebwiller | Détails | Le statut officiel du blason reste à déterminer.        |

| Blason de Guémar | Blason  | De sinople à une herse sommée d'une croix pattée d'or et soutenue d'un poisson contourné d'argent, le tout accompagné de trois écussons d'or. |
| Blason de Guémar | Détails | Le statut officiel du blason reste à déterminer.                                                                                              |

| Blason de Guevenatten | Blason  | D'azur à trois cabanes d'or ouvertes et ajourées du champ. |
| Blason de Guevenatten | Détails | Le statut officiel du blason reste à déterminer.           |

| Blason de Guewenheim | Blason  | Écartelé : au 1er d'argent au lion de sable lampassé de gueules, au 2d du même à un soc de charrue d'or en pal, au coutre de même en bande, les deux pointes se touchant en chef, au 3e de gueules à deux bars adossés d'or, au 4e d'argent à la balance potencée de gueules, le balancier posé en barre. |
| Blason de Guewenheim | Détails | Le statut officiel du blason reste à déterminer. |

| Blason de Gundolsheim | Blason  | De gueules à un croissant renversé d'or, sommé d'une tête de coq de même. |
| Blason de Gundolsheim | Détails | Le statut officiel du blason reste à déterminer.                          |

| Blason de Gunsbach | Blason  | D'azur à trois serpes de vigneron d'argent emmanchées d'or, appointées en abîme. |
| Blason de Gunsbach | Détails | Le statut officiel du blason reste à déterminer.                                 |

- Haut – A
- B
- C
- D
- E
- F
- G
- H
- I
- J
- K
- L
- M
- N
- O
- P
- Q
- R
- S
- T
- U
- V
- W
- X
- Y
- Z

## H
| Blason de Habsheim | Blason  | D'azur à l'autour d'argent, la tête contournée, perché sur un flanchis d'or et accompagné en chef des lettres capitales H et B de même. |
| Blason de Habsheim | Détails | Le statut officiel du blason reste à déterminer.                                                                                        |

| Blason de Hagenbach | Blason  | Équipolé de cinq points d'argent et quatre de gueules |
| Blason de Hagenbach | Détails | Le statut officiel du blason reste à déterminer.      |

| Blason de Hagenthal-le-Bas | Blason  | D'argent à un héron au naturel, tenant en son bec un serpent de sinople. |
| Blason de Hagenthal-le-Bas | Détails | Le statut officiel du blason reste à déterminer.                         |

| Blason de Hagenthal-le-Haut | Blason  | D'argent à la croix pattée alézée de sable soutenue d'un soc de charrue couché de même. |
| Blason de Hagenthal-le-Haut | Détails | Le statut officiel du blason reste à déterminer.                                        |

| Blason de Hartmannswiller | Blason  | De gueules à trois fasces d'argent, au lion de sable brochant sur le tout. |
| Blason de Hartmannswiller | Détails | Le statut officiel du blason reste à déterminer.                           |

| Blason de Hattstatt | Blason  | D'or au sautoir de gueules.                      |
| Blason de Hattstatt | Détails | Le statut officiel du blason reste à déterminer. |

| Blason de Hausgauen | Blason  | Coupé de gueules à une chapelle d'argent ajourée de sable, et d'or au lion passant de sable. |
| Blason de Hausgauen | Détails | Le statut officiel du blason reste à déterminer.                                             |

| Blason de Hecken | Blason  | D'argent à la haie de sinople, les potelets et les liens d'or, soutenue d'une champagne de gueules. |
| Blason de Hecken | Détails | Le statut officiel du blason reste à déterminer.                                                    |

| Blason de Hégenheim | Blason  | Coupé d'or et d'azur, au pal de l'un dans l'autre. |
| Blason de Hégenheim | Détails | Le statut officiel du blason reste à déterminer.   |

| Blason de Heidwiller | Blason  | D'or au lion de gueules à la queue fourchue, lampassé de même, la tête et le col d'azur, à un écu équipolé de cinq points d'argent et quatre du second brochant en abîme. |
| Blason de Heidwiller | Détails | Le statut officiel du blason reste à déterminer. |

| Blason de Heimersdorf | Blason  | De sable à une ruche d'or.                       |
| Blason de Heimersdorf | Détails | Le statut officiel du blason reste à déterminer. |

| Blason de Heimsbrunn | Blason  | D'argent à trois cornets de gueules virolés et liés d'or. |
| Blason de Heimsbrunn | Détails | Le statut officiel du blason reste à déterminer.          |

| Blason de Heiteren | Blason  | De gueules à un château crénelé à deux tours d'or, maçonné de sable, girouetté d'argent, ouvert et ajouré du champ. |
| Blason de Heiteren | Détails | Le statut officiel du blason reste à déterminer.                                                                    |

| Blason de Heiwiller | Blason  | Écartelé de gueules et d'or, à une houlette d'argent brochant en bande. |
| Blason de Heiwiller | Détails | Le statut officiel du blason reste à déterminer.                        |

| Blason de Helfrantzkirch | Blason  | D'argent à l'anse sommée d'une croix pattée au pied fiché et accostée des lettres majuscules H et K, le tout de sable. |
| Blason de Helfrantzkirch | Détails | Le statut officiel du blason reste à déterminer.                                                                       |

| Blason de Henflingen | Blason  | De gueules à un linot contourné d'argent.        |
| Blason de Henflingen | Détails | Le statut officiel du blason reste à déterminer. |

| Blason de Herrlisheim-près-Colmar | Blason  | D'argent à l'étoile de six rais de gueules, accompagnée de six quartefeuilles du même posées en orle entre chaque rais de l'étoile. |
| Blason de Herrlisheim-près-Colmar | Détails | Le statut officiel du blason reste à déterminer.                                                                                    |

| Blason de Hésingue | Blason  | D'azur à la croix patriarcale alésée tréflée d'or, bordée de gueules. |
| Blason de Hésingue | Détails | Le statut officiel du blason reste à déterminer.                      |

| Blason de Hettenschlag | Blason  | De gueules à l'aigle d'argent surmontée d'un chef coupé de gueules et d'argent à la bande d'or brochante. |
| Blason de Hettenschlag | Détails | Le statut officiel du blason reste à déterminer.                                                          |

| Blason de Hindlingen | Blason  | Écartelé d'azur et d'argent, à la croix alésée aux extrémités pattées de l'un dans l'autre, brochant sur l'écartelé. |
| Blason de Hindlingen | Détails | Le statut officiel du blason reste à déterminer.                                                                     |

| Blason de Hirsingue | Blason  | D'azur à deux lettres capitales H et S d'or rangées en fasce et surmontées d'une couronne de même. |
| Blason de Hirsingue | Détails | Le statut officiel du blason reste à déterminer.                                                   |

| Blason de Hirtzbach | Blason  | D'or à un cerisier de sinople fruité de gueules, au cerf de même brochant sur le tronc et buvant dans une rivière d'azur.                                                   |
| Blason de Hirtzbach | Détails | * Il y a là non-respect de la règle de contrariété des couleurs : ces armes sont fautives (cerise de gueules sur sinople). Le statut officiel du blason reste à déterminer. |

| Blason de Hirtzfelden | Blason  | D'or à un cerf contourné de gueules passant sur une terrasse de sable. |
| Blason de Hirtzfelden | Détails | Le statut officiel du blason reste à déterminer.                       |

| Blason de Hochstatt | Blason  | De gueules à deux clés d'argent rangées en pal, les pannetons affrontés vers la pointe. |
| Blason de Hochstatt | Détails | Le statut officiel du blason reste à déterminer.                                        |

| Blason de Hohrod | Blason  | D'argent à deux feuilles de houx de sinople fruitées de gueules, les tiges posées en sautoir. |
| Blason de Hohrod | Détails | Le statut officiel du blason reste à déterminer.                                              |

| Blason de Holtzwihr | Blason  | D'or au sautoir de sable, au chef d'azur à trois fleurs de lys d'argent. |
| Blason de Holtzwihr | Détails | Le statut officiel du blason reste à déterminer.                         |

| Blason de Hombourg | Blason  | D'azur à la lionne en pied d'or allaitant deux lionceaux de même. |
| Blason de Hombourg | Détails | Le statut officiel du blason reste à déterminer.                  |

| Blason de Horbourg-Wihr | Blason  | - Horbourg : D'argent à la fasce de gueules accompagnée au canton senestre du chef d'une étoile à six rais de sable. - Wihr-en-Plaine : D'azur à une tour crénelée d'argent maçonnée de sable, ouverte et ajourée du champ, donjonnée d'une tourelle de même.                    |
| Blason de Horbourg-Wihr | Détails | Les armoiries de Horbourg-Wihr se composent de deux écus puisqu'il s'agit d'une nouvelle commune créée en 1972 par association des deux anciennes communes de Horbourg et de Wihr-en-Plaine, toutes deux porteuses d'armoiries. Le statut officiel du blason reste à déterminer. |

| Blason de Houssen | Blason  | Écartelé de gueules à une croix tréflée d'argent, et d'or à trois écussons de gueules. |
| Blason de Houssen | Détails | Le statut officiel du blason reste à déterminer.                                       |

| Blason de Hunawihr | Blason  | D'azur à la bande d'argent chargée de trois cloches de vair appointées de gueules. |
| Blason de Hunawihr | Détails | Le statut officiel du blason reste à déterminer.                                   |

| Blason de Hundsbach | Blason  | Coupé: au 1er d'azur plain, au 2e fascé ondé d'argent et d'azur; au chien braque rampant d'or, lampassé de gueules, accolé et bouclé de sable, brochant sur la partition. |
| Blason de Hundsbach | Détails | Conflit héraldique : le 2e est dessiné d'argent à deux fasces d'azur. Le statut officiel du blason reste à déterminer.                                                    |

| Blason de Huningue | Blason  | Coupé d'azur à trois fleurs de lys d'argent rangées en fasce, et de gueules à trois couronnes renversées d'or; à la fasce du même brochant sur le coupé. |
| Blason de Huningue | Détails | Le statut officiel du blason reste à déterminer. |

| Blason de Husseren-les-Châteaux | Blason  | Écartelé : au 1er d'azur à trois coupeaux sommés de trois tours d'or, au 2d d'argent au cœur de gueules, au 3e d'argent à l'épée basse de gueules posée en barre, et au 4e d'azur à la grappe de raisin d'or. |
| Blason de Husseren-les-Châteaux | Détails | Le statut officiel du blason reste à déterminer. |

| Blason de Husseren-Wesserling | Blason  | Tranché d'azur au château du lieu d'argent ouvert et ajouré de sable, surmonté de trois fleurs de lys d'or rangées en fasce, celle de dextre mouvant de la partition ; et d'argent à trois bandes ondées d'azur. |
| Blason de Husseren-Wesserling | Détails | Le statut officiel du blason reste à déterminer. |

- Haut – A
- B
- C
- D
- E
- F
- G
- H
- I
- J
- K
- L
- M
- N
- O
- P
- Q
- R
- S
- T
- U
- V
- W
- X
- Y
- Z

## I
| Blason de Illfurth | Blason  | D'azur au chevron d'argent accompagné en cœur d'un pont de quatre arches d'or sur une rivière d'argent, surmontant une serpette de même posée en pal. |
| Blason de Illfurth | Détails | Le statut officiel du blason reste à déterminer. |

| Blason de Illhaeusern | Blason  | De sinople à une truite d'argent versée, posée en pal et miraillée de 6 pièces de gueules alignées le long du flanc, |
| Blason de Illhaeusern | Détails | Le statut officiel du blason reste à déterminer.                                                                     |

| Blason de Illzach | Blason  | D'azur à un fer à cheval montant d'argent cloué de sept pièces du champ, quatre à dextre, trois à senestre. |
| Blason de Illzach | Détails | Le statut officiel du blason reste à déterminer.                                                            |

| Blason de Ingersheim | Blason  | D'argent à la fasce de gueules, au croissant contourné d'or brochant. |
| Blason de Ingersheim | Détails | Le statut officiel du blason reste à déterminer.                      |

| Blason de Issenheim | Blason  | D'or à un fer à cheval de sable cloué du champ enfermant un flanchis de même |
| Blason de Issenheim | Détails | Le statut officiel du blason reste à déterminer.                             |

| Blason à dessiner | Blason  | D'argent à trois écussons 2 et 1, le premier d'azur à deux lions assis et affrontés d'or tenant chacun un badelaire du même, le second de gueules à la linotte contournée d'argent., le troisième de sinople à deux fléaux d'argent, liés de sable et passés en sautoir. |
| Blason à dessiner | Détails | Le statut officiel du blason reste à déterminer. |

- Haut – A
- B
- C
- D
- E
- F
- G
- H
- I
- J
- K
- L
- M
- N
- O
- P
- Q
- R
- S
- T
- U
- V
- W
- X
- Y
- Z

## J
| Blason de Jebsheim | Blason  | D'or à la croix de gueules, le canton dextre du chef chargé de trois anneaux du même. |
| Blason de Jebsheim | Détails | Le statut officiel du blason reste à déterminer.                                      |

| Blason de Jettingen | Blason  | De gueules au poisson ailé d'argent posé en bande |
| Blason de Jettingen | Détails | Le statut officiel du blason reste à déterminer.  |

| Blason de Jungholtz | Blason  | Palé d'or et de gueules.                         |
| Blason de Jungholtz | Détails | Le statut officiel du blason reste à déterminer. |

- Haut – A
- B
- C
- D
- E
- F
- G
- H
- I
- J
- K
- L
- M
- N
- O
- P
- Q
- R
- S
- T
- U
- V
- W
- X
- Y
- Z

## K
| Blason de Kappelen | Blason  | De gueules à la chapelle du lieu (Chapelle de Saint-Wolfgang) d'or ajourée de sable. |
| Blason de Kappelen | Détails | Le statut officiel du blason reste à déterminer.                                     |

| Blason de Katzenthal | Blason  | D'azur à une lune versée d'argent sommée d'une croix pattée d'or. |
| Blason de Katzenthal | Détails | Le statut officiel du blason reste à déterminer.                  |

| Blason de Kaysersberg | Blason  | D'argent à une bourse de sable ferrée d’or.      |
| Blason de Kaysersberg | Détails | Le statut officiel du blason reste à déterminer. |

| Blason de Kembs | Blason  | D'or à un fer à cheval de sable cloué du champ et surmonté des lettres majuscules G et K du second. |
| Blason de Kembs | Détails | Le statut officiel du blason reste à déterminer.                                                    |

| Blason de Kientzheim | Blason  | Parti d'argent et d'azur, à un ours de sable lampassé de gueules brochant sur le tout. |
| Blason de Kientzheim | Détails | Le statut officiel du blason reste à déterminer.                                       |

| Blason de Kiffis | Blason  | D'azur à la colombe d'argent posée sur un mont d'or. |
| Blason de Kiffis | Détails | Le statut officiel du blason reste à déterminer.     |

| Blason de Kingersheim | Blason  | D'or au tourteau de gueules chargé d'une croix d'argent. |
| Blason de Kingersheim | Détails | Le statut officiel du blason reste à déterminer.         |

| Blason de Kirchberg | Blason  | D'azur à l'église d'or ajourée de sable et essorée de gueules mise en perspective, le clocher à senestre ; à un mur du second maçonné du troisième avec deux piliers intermédiaires, posé en fasce, brochant sur la partie inférieure de l'édifice et s'appuyant sur une terrasse de sinople chargée d'une fasce ondée d'argent. |
| Blason de Kirchberg | Détails | Le statut officiel du blason reste à déterminer. |

| Blason de Knœringue | Blason  | D'or à la bande de gueules, à la croix pattée de sable brochant sur le tout. |
| Blason de Knœringue | Détails | Le statut officiel du blason reste à déterminer.                             |

| Blason de Kœstlach | Blason  | De gueules à une tarière d'argent adextrée d'une pomme de pin d'or et senestrée d'une feuille de hêtre du même. |
| Blason de Kœstlach | Détails | Le statut officiel du blason reste à déterminer.                                                                |

| Blason de Kœtzingue | Blason  | D'or à deux lettres majuscules S de sable passées en sautoir, celle en bande contourné. |
| Blason de Kœtzingue | Détails | Le statut officiel du blason reste à déterminer.                                        |

| Blason de Kruth | Blason  | D'or à une terrasse ondée d'argent chargée de deux fasces ondées d'azur, sommée d'un mont de sinople lui-même sommé d'une tour crénelée de gueules accostée de deux sapins de sinople ; un écu d'azur au pal d'or chargé de trois chevrons renversés de gueules brochant sur la partition. |
| Blason de Kruth | Détails | Le statut officiel du blason reste à déterminer. |

| Blason de Kunheim | Blason  | D'argent à la fasce de sinople, au chevron écimé de gueules et touchant le trait du chef. |
| Blason de Kunheim | Détails | Le statut officiel du blason reste à déterminer.                                          |

- Haut – A
- B
- C
- D
- E
- F
- G
- H
- I
- J
- K
- L
- M
- N
- O
- P
- Q
- R
- S
- T
- U
- V
- W
- X
- Y
- Z

## L
| Blason de Labaroche | Blason  | D'argent à trois têtes d'aigle arrachées de sable, becquées et couronnées d'or, lampassées de gueules. |
| Blason de Labaroche | Détails | Le statut officiel du blason reste à déterminer.                                                       |

| Blason de Landser | Blason  | D'argent à un palmier au naturel fruité d'or.    |
| Blason de Landser | Détails | Le statut officiel du blason reste à déterminer. |

| Blason de Lapoutroie | Blason  | D'azur à un pont d'or de trois arches, maçonné de sable et sommé d'une oie d'argent becquée et membrée du second. |
| Blason de Lapoutroie | Détails | Le statut officiel du blason reste à déterminer.                                                                  |

| Blason de Largitzen | Blason  | D'argent à un carreau évidé aux angles bourdonnés de sable et à la croix de gueules brochant sur le tout. |
| Blason de Largitzen | Détails | Le statut officiel du blason reste à déterminer.                                                          |

| Blason de Lautenbach | Blason  | D'azur à Saint Michel archange d'or sur un dragon du même, qu'il transperce de sa lance de sable en barre. |
| Blason de Lautenbach | Détails | Le statut officiel du blason reste à déterminer.                                                           |

| Blason de Lautenbachzell | Blason  | Parti d'argent à un lévrier rampant contourné de sable, colleté et bouclé d'or ; et de gueules à un dextrochère bénissant d'argent, habillé de sable, posé en pal. |
| Blason de Lautenbachzell | Détails | Le statut officiel du blason reste à déterminer. |

| Blason de Lauw | Blason  | D'or à une roue dentée de sable, au chef du même chargé d'une enclume d'argent. |
| Blason de Lauw | Détails | Le statut officiel du blason reste à déterminer.                                |

| Blason de Leimbach | Blason  | D'or au portail roman d'église de gueules maçonné de sable brochant sur une crosse du second en pal, à un coucou au naturel posé sur le fut de la crosse. |
| Blason de Leimbach | Détails | Le statut officiel du blason reste à déterminer. |

| Blason de Levoncourt | Blason  | Cinq points d'argent équipolé à quatre de gueules, les points d'argent en chef et celui en cœur chargés chacun d'une fleur de lys au pied nourri de gueules. |
| Blason de Levoncourt | Détails | Le statut officiel du blason reste à déterminer. |

| Blason de Leymen | Blason  | D'azur à un croc d'argent emmanché du même et à une canne d'or passés en sautoir cantonnés à dextré de la lettre L d'or et à senestre d'une fleur de lys d'argent. |
| Blason de Leymen | Détails | Le statut officiel du blason reste à déterminer. |

| Blason de Liebenswiller | Blason  | D'argent à deux crocs de sable posés en sautoir, soutenus de trois tourteaux de gueules en pointe. |
| Blason de Liebenswiller | Détails | Le statut officiel du blason reste à déterminer.                                                   |

| Blason de Liebsdorf | Blason  | D'argent à une tour adextrée d'un pan de mur, le tout de gueules maçonné de sable, démantelé, ouvert et ajouré du champ, sur une terrasse de sinople ; au franc-quartier de gueules à la gerbe d'or. |
| Blason de Liebsdorf | Détails | Le statut officiel du blason reste à déterminer. |

| Blason de Lièpvre | Blason  | D'azur à la croix patriarcale alésée d'or.       |
| Blason de Lièpvre | Détails | Le statut officiel du blason reste à déterminer. |

| Blason de Ligsdorf | Blason  | D'azur à saint Georges d'or sur un cheval d'argent, terrassant de sa lance du second un dragon de même. |
| Blason de Ligsdorf | Détails | Le statut officiel du blason reste à déterminer.                                                        |

| Blason de Linsdorf | Blason  | Taillé d'argent à la croix pattée alézée d'azur, et de gueules au pot d'argent accompagné de deux flammes d'or, l'une en chef, l'autre en pointe. |
| Blason de Linsdorf | Détails | Le statut officiel du blason reste à déterminer.                                                                                                  |

| Blason de Linthal | Blason  | D'or à un tilleul de sinople sur une terrasse de gueules chargée de deux clous d'argent passés en sautoir. |
| Blason de Linthal | Détails | Le statut officiel du blason reste à déterminer.                                                           |

| Blason de Logelheim | Blason  | D'argent à une anse de tonnelet ouverte de gueules. |
| Blason de Logelheim | Détails | Le statut officiel du blason reste à déterminer.    |

| Blason de Lucelle | Blason  | D'azur à l'église cruciforme en perspective d'argent ouverte de sable et couverte de gueules, à la tour sur la croisée sommée d'une croix d'argent. |
| Blason de Lucelle | Détails | Le statut officiel du blason reste à déterminer. |

| Blason de Luemschwiller | Blason  | D'argent à une patte d'oie de gueules posée en pal. |
| Blason de Luemschwiller | Détails | Le statut officiel du blason reste à déterminer.    |

| Blason de Luttenbach-près-Munster | Blason  | D'argent à la barre ondée d'azur.                |
| Blason de Luttenbach-près-Munster | Détails | Le statut officiel du blason reste à déterminer. |

| Blason de Lutter | Blason  | D'azur à la lettre capitale L d'or couronnée du même. |
| Blason de Lutter | Détails | Le statut officiel du blason reste à déterminer.      |

| Blason de Lutterbach | Blason  | Ecartelé : au 1er de gueules plain, au 4e de gueules à la clé d'argent, le panneton haut tourné à dextre, aux 2e et 3e d'argent à la clé de gueules, le panneton haut tourné à senestre. |
| Blason de Lutterbach | Détails | Le statut officiel du blason reste à déterminer. |

- Haut – A
- B
- C
- D
- E
- F
- G
- H
- I
- J
- K
- L
- M
- N
- O
- P
- Q
- R
- S
- T
- U
- V
- W
- X
- Y
- Z

## M
| Blason de Magny | Blason  | De gueules à une maison d'argent ouverte et ajourée de sable. |
| Blason de Magny | Détails | Le statut officiel du blason reste à déterminer.              |

| Blason de Magstatt-le-Bas | Blason  | D'argent à la croix haussée de gueules posée sur trois degrés de même. |
| Blason de Magstatt-le-Bas | Détails | Le statut officiel du blason reste à déterminer.                       |

| Blason de Magstatt-le-Haut | Blason  | Parti d'or à un gril de gueules en pal la queue en pointe, et du même à la croix d'argent posée sur un socle de trois degrés de même. |
| Blason de Magstatt-le-Haut | Détails | Le statut officiel du blason reste à déterminer.                                                                                      |

| Blason de Malmerspach | Blason  | Taillé d'un coupé de gueules et d'azur, à un croissant montant d'argent brochant sur la partition ; et d'azur à une bobine de filature d'argent en pal ; à la barre d'or brochant sur la partition ; au sapin arraché de sinople brochant sur le tout. |
| Blason de Malmerspach | Détails | Le statut officiel du blason reste à déterminer. |

| Blason de Manspach | Blason  | D'argent à un pont de quatre arches de gueules maçonné de sable, posé sur une terrasse de sinople. |
| Blason de Manspach | Détails | Le statut officiel du blason reste à déterminer.                                                   |

| Blason de Masevaux | Blason  | De gueules à une ville d'argent fortifiée et maçonnée de sable. |
| Blason de Masevaux | Détails | Le statut officiel du blason reste à déterminer.                |

| Blason de Mertzen | Blason  | De gueules à la croix tréflée d'argent.          |
| Blason de Mertzen | Détails | Le statut officiel du blason reste à déterminer. |

| Blason de Merxheim | Blason  | D'azur à la croix tréflée d'or.                  |
| Blason de Merxheim | Détails | Le statut officiel du blason reste à déterminer. |

| Blason de Metzeral | Blason  | De sinople à une gerbe de seigle d'or, à une bordure de pierres d'argent maçonnées de sable. |
| Blason de Metzeral | Détails | Le statut officiel du blason reste à déterminer.                                             |

| Blason de Meyenheim | Blason  | D'argent à deux lions affrontés de gueules.      |
| Blason de Meyenheim | Détails | Le statut officiel du blason reste à déterminer. |

| Blason de Michelbach | Blason  | De gueules à une rivière d'argent courante abaissée en fasce, brochant sur une crosse d'or en pal, à la tenaille ouverte de sable brochant sur le tout. |
| Blason de Michelbach | Détails | Le statut officiel du blason reste à déterminer. |

| Blason de Michelbach-le-Bas | Blason  | De gueules au lion d'or tenant dans sa patte dextre une clé d'argent posée en barre. |
| Blason de Michelbach-le-Bas | Détails | Le statut officiel du blason reste à déterminer.                                     |

| Blason de Michelbach-le-Haut | Blason  | D'azur à un couteau de tanneur posé en fasce, surmonté de deux étoiles et soutenu d'un cœur, le tout d'or. |
| Blason de Michelbach-le-Haut | Détails | Le statut officiel du blason reste à déterminer.                                                           |

| Blason de Mittelwihr | Blason  | D'argent au lion de gueules.                     |
| Blason de Mittelwihr | Détails | Le statut officiel du blason reste à déterminer. |

| Blason de Mittlach | Blason  | D'azur à une souche d'arbre écotée d'or posée en pal sur une terrasse de sinople, accostée de deux haches de bûcheron d'argent emmanchées du second, plantées dans le tronc, l'une en bande, l'autre en barre. |
| Blason de Mittlach | Détails | * Il y a là non-respect de la règle de contrariété des couleurs : ces armes sont fautives (sinople sur argent). Le statut officiel du blason reste à déterminer.                                               |

| Blason de Mitzach | Blason  | Parti d'argent à un lévrier contourné de sable, colleté et bouclé d'or, lampassé de gueules ; et d'un coupé de gueules à la bande d'argent chargée de trois cloches de vair d'azur, et d'or à un cornet de gueules lié et virolé de même. |
| Blason de Mitzach | Détails | Le statut officiel du blason reste à déterminer. |

| Blason de Mœrnach | Blason  | D'or à un marteau d'armes d'azur emmanché de sable posé en pal. |
| Blason de Mœrnach | Détails | Le statut officiel du blason reste à déterminer.                |

| Blason de Mollau | Blason  | Parti d'or à un « bûcher de la Saint-Jean » de sable allumé de gueules posé sur une terrasse de sinople ; et de gueules à un soleil d'or non figuré soutenu d'une roue de moulin d'argent. |
| Blason de Mollau | Détails | Le statut officiel du blason reste à déterminer. |

| Blason de Montreux-Jeune | Blason  | Coupé d'argent et de gueules, au lion à la queue fourchue et à la bordure engrêlée, le tout de l'un dans l'autre. |
| Blason de Montreux-Jeune | Détails | Le statut officiel du blason reste à déterminer.                                                                  |

| Blason de Montreux-Vieux | Blason  | D'or au lion de sable lampassé de gueules, à la bordure engrêlée de même. |
| Blason de Montreux-Vieux | Détails | Le statut officiel du blason reste à déterminer.                          |

| Blason de Moosch | Blason  | D'azur à trois fleurs de populage d'or tigées et feuillées de sinople, le chef d'argent chargé du marteau de mineur et de la pointe de forage de sable, posés en sautoir. |
| Blason de Moosch | Détails | Le statut officiel du blason reste à déterminer. |

| Blason de Mooslargue | Blason  | De sinople à la bande ondée d'argent chargée de trois croisettes de gueules et accostée de deux roues de moulin d'or. |
| Blason de Mooslargue | Détails | Le statut officiel du blason reste à déterminer.                                                                      |

| Blason de Morschwiller-le-Bas | Blason  | Parti d'azur à la fasce d'or accompagnée de trois étoiles d'argent, et du même au lion de sinople lampassé de gueules. |
| Blason de Morschwiller-le-Bas | Détails | Le statut officiel du blason reste à déterminer.                                                                       |

| Blason de Mortzwiller | Blason  | D'or à la terrasse d'azur, une roue de moulin de gueules soutenant une navette de tisserand de même posée en fasce. |
| Blason de Mortzwiller | Détails | Le statut officiel du blason reste à déterminer.                                                                    |

| Blason de Muespach | Blason  | Parti d'argent à un arbre arraché de sinople accosté de deux merlettes de gueules affrontées, et d'un fascé d'or et de sable de six pièces, un lion de gueules brochant sur le tout. |
| Blason de Muespach | Détails | Le statut officiel du blason reste à déterminer. |

| Blason de Muespach-le-Haut | Blason  | D'azur au bélier passant d'or.                   |
| Blason de Muespach-le-Haut | Détails | Le statut officiel du blason reste à déterminer. |

| Blason de Muhlbach-sur-Munster | Blason  | Coupé d'argent à une demi-roue de moulin de gueules mouvant du coupé, et d'azur plain. |
| Blason de Muhlbach-sur-Munster | Détails | Le statut officiel du blason reste à déterminer.                                       |

| Blason de Mulhouse | Blason  | D'argent à la roue de moulin de gueules.                                                                                              |
| Blason de Mulhouse | Détails | Armes parlantes (le nom alsacien de la ville, Milhüsa signifie la maison du moulin). Le statut officiel du blason reste à déterminer. |

| Blason de Munchhouse | Blason  | Parti de France, et de gueules à la bande d'argent chargée de trois cloches de vair d'azur aboutées en pal. |
| Blason de Munchhouse | Détails | Le statut officiel du blason reste à déterminer.                                                            |
| Blason de Munchhouse | Alias   | Parti: au 1er d'azur à trois fleurs de lis d'or, au 2e de gueules à la bande de vair.                       |

| Blason de Munster | Blason  | D'argent au portail d'église, les deux tours et le fronton sommés de croix, le tout de gueules, ouvert du champ et ajouré de sable. |
| Blason de Munster | Détails | Le statut officiel du blason reste à déterminer.                                                                                    |

| Blason de Muntzenheim | Blason  | Parti de sinople au soleil non figuré d'or, et d'argent à la barre de gueules. |
| Blason de Muntzenheim | Détails | Le statut officiel du blason reste à déterminer.                               |

| Blason de Munwiller | Blason  | De gueules au griffon d'argent, lampassé, becqué, membré des deux pattes de devant et couronné d'or ; au chef du second à la bande de sable pigeonnée de trois pièces. |
| Blason de Munwiller | Détails | Le statut officiel du blason reste à déterminer. |

| Blason de Murbach | Blason  | D'argent au lévrier rampant de sable, lampassé du même, colleté et bouclé du champ. |
| Blason de Murbach | Détails | Le statut officiel du blason reste à déterminer.                                    |

- Haut – A
- B
- C
- D
- E
- F
- G
- H
- I
- J
- K
- L
- M
- N
- O
- P
- Q
- R
- S
- T
- U
- V
- W
- X
- Y
- Z

## N
| Blason de Nambsheim | Blason  | D'azur à trois lionceaux d'or.                   |
| Blason de Nambsheim | Détails | Le statut officiel du blason reste à déterminer. |

| Blason de Neuf-Brisach | Blason  | D'azur à un soleil à seize rais d'or, une fleur de lys d'argent en pointe |
| Blason de Neuf-Brisach | Détails | Le statut officiel du blason reste à déterminer.                          |

| Blason de Neuwiller | Blason  | D'argent à la clé de sable posée en pal, le panneton à dextre. |
| Blason de Neuwiller | Détails | Le statut officiel du blason reste à déterminer.               |

| Blason de Niederbruck | Blason  | D'azur à la Sainte Vierge en pied tenant à senestre l'Enfant Jésus de son bras dextre, le tout d'argent posé sur une terrasse de sable et brochant sur un pont à une arche d'or maçonné de sable. |
| Blason de Niederbruck | Détails | * Il y a là non-respect de la règle de contrariété des couleurs : ces armes sont fautives (sable sur azur). Le statut officiel du blason reste à déterminer.                                      |

| Blason de Niederentzen | Blason  | Ecartelé : au 1er d'or au sautoir de gueules, aux 2d et 3e fascé d'argent et d'azur de six pièces, au 4e de gueules à quatre maillons de chaîne d'or en forme de croix, retenus au centre par un cercle de même. |
| Blason de Niederentzen | Détails | Le statut officiel du blason reste à déterminer. |

| Blason de Niederhergheim | Blason  | Fascé d'or et de sinople de six pièces, émanché d'argent au crochet en forme de S contourné de sable. |
| Blason de Niederhergheim | Détails | Le statut officiel du blason reste à déterminer.                                                      |

| Blason de Niedermorschwihr | Blason  | De gueules à une tête de mauresque cousue de sable, perlée d'argent, à la bordure du même. |
| Blason de Niedermorschwihr | Détails | * Ces armes emploient le terme « cousu » dans le seul but de contrevenir à la règle de contrariété des couleurs : elles sont fautives : sable sur gueules. Le statut officiel du blason reste à déterminer. |

| Blason de Niffer | Blason  | D'azur à trois fers de lance d'or émoussés posés en bande et rangés en barre |
| Blason de Niffer | Détails | Le statut officiel du blason reste à déterminer.                             |

- Haut – A
- B
- C
- D
- E
- F
- G
- H
- I
- J
- K
- L
- M
- N
- O
- P
- Q
- R
- S
- T
- U
- V
- W
- X
- Y
- Z

## O
| Blason de Oberbruck | Blason  | De sinople à un pont de deux arches d'or maçonné de sable, posé sur une champagne ondée d'argent chargée de deux burelles ondées d'azur, et surmonté d'un haut-fourneau d'argent, maçonné et ouvert de sable, enflammé de gueules. |
| Blason de Oberbruck | Détails | Le statut officiel du blason reste à déterminer. |

| Blason de Oberdorf | Blason  | De sinople à deux fléaux d'argent liés de sable et posés en sautoir. |
| Blason de Oberdorf | Détails | Le statut officiel du blason reste à déterminer.                     |

| Blason de Oberentzen | Blason  | D'azur à un épi de froment d'or posé en pal tigé et feuillé de même. |
| Blason de Oberentzen | Détails | Le statut officiel du blason reste à déterminer.                     |

| Blason de Oberhergheim | Blason  | D'argent à la fasce de gueules accompagnée de trois tourteaux de même. |
| Blason de Oberhergheim | Détails | Le statut officiel du blason reste à déterminer.                       |

| Blason de Oberlarg | Blason  | Ecartelé d'un équipolé d'argent et de gueules, et d'azur à trois aiglettes d'or. |
| Blason de Oberlarg | Détails | Le statut officiel du blason reste à déterminer.                                 |

| Blason de Obermorschwihr | Blason  | D'azur aux trois aigles d'or.                    |
| Blason de Obermorschwihr | Détails | Le statut officiel du blason reste à déterminer. |

| Blason de Obermorschwiller | Blason  | D'or à deux flèches en sautoir soutenant un soc de charrue, le tout de gueules, les pointes hautes. |
| Blason de Obermorschwiller | Détails | Le statut officiel du blason reste à déterminer.                                                    |

| Blason de Obersaasheim | Blason  | D'or à l'ours de sable, colleté d'argent.        |
| Blason de Obersaasheim | Détails | Le statut officiel du blason reste à déterminer. |

| Blason de Oderen | Blason  | Parti: au 1er de gueules à deux clefs d'argent passées en sautoir, au 2e d'argent au lévrier rampant de sable, colleté et bouclé de gueules; enté d'argent à trois burelles ondées d'azur. |
| Blason de Oderen | Détails | Le statut officiel du blason reste à déterminer. |

| Blason de Oltingue | Blason  | D'argent à la demie roue de sainte Catherine de gueules, faillie en chef et surmontée des lettres gothiques de sable, O à dextre et B à senestre. |
| Blason de Oltingue | Détails | Le statut officiel du blason reste à déterminer.                                                                                                  |

| Blason de Orbey | Blason  | D'argent à un monde d'azur cintré et croisé d'or. |
| Blason de Orbey | Détails | Le statut officiel du blason reste à déterminer.  |

| Blason de Orschwihr | Blason  | De gueules à la croix pattée alésée d'argent, soutenue d'un serpent contourné du même, ondolant en fasce, la tête levée vers le chef. |
| Blason de Orschwihr | Détails | Le statut officiel du blason reste à déterminer.                                                                                      |

| Blason de Osenbach | Blason  | De gueules à un pic de mineur d'argent posé en pal pointant à sénestre, au chef du second. |
| Blason de Osenbach | Détails | Le statut officiel du blason reste à déterminer.                                           |

| Blason de Ostheim | Blason  | D'or à la ramure de cerf de gueules en pal, sur un mont de trois coupeaux de sinople duquel sont mouvants un soc de charrue de sable à dextre et un coutre de même à senestre, et deux lettres majuscules O et S, aussi de sable, posées en chef, l'une à dextre et l'autre à senestre. |
| Blason de Ostheim | Détails | Le statut officiel du blason reste à déterminer. |

| Blason de Ottmarsheim | Blason  | De gueules à un croissant versé d'argent.        |
| Blason de Ottmarsheim | Détails | Le statut officiel du blason reste à déterminer. |

- Haut – A
- B
- C
- D
- E
- F
- G
- H
- I
- J
- K
- L
- M
- N
- O
- P
- Q
- R
- S
- T
- U
- V
- W
- X
- Y
- Z

## P
| Blason de Petit-Landau | Blason  | De gueules au sautoir d'or, un écusson d'argent chargé d'un fer de lance de sable ajouré du champ, brochant en abîme. |
| Blason de Petit-Landau | Détails | Le statut officiel du blason reste à déterminer.                                                                      |

| Blason de Pfaffenheim | Blason  | D'argent au croissant versé de sable, sommé d'une croix pattée de même. |
| Blason de Pfaffenheim | Détails | Le statut officiel du blason reste à déterminer.                        |

| Blason de Pfastatt | Blason  | D'azur à un mors de cheval d'argent, sa gourmette de même. |
| Blason de Pfastatt | Détails | Le statut officiel du blason reste à déterminer.           |

| Blason de Pfetterhouse | Blason  | D'argent à l'oie de sable becquée et membrée de gueules. |
| Blason de Pfetterhouse | Détails | Le statut officiel du blason reste à déterminer.         |

| Blason de Pulversheim | Blason  | D'or à trois roses de gueules boutonnées du champ et feuillées de sinople. |
| Blason de Pulversheim | Détails | Le statut officiel du blason reste à déterminer.                           |

- Haut – A
- B
- C
- D
- E
- F
- G
- H
- I
- J
- K
- L
- M
- N
- O
- P
- Q
- R
- S
- T
- U
- V
- W
- X
- Y
- Z

## R
| Blason de Raedersdorf | Blason  | D'argent à une roue à huit rais de sable.        |
| Blason de Raedersdorf | Détails | Le statut officiel du blason reste à déterminer. |

| Blason de Raedersheim | Blason  | De gueules au calice d'or soutenant une hostie d'argent. |
| Blason de Raedersheim | Détails | Le statut officiel du blason reste à déterminer.         |

| Blason de Rammersmatt | Blason  | D'argent à une rose de gueules boutonnée d'or, pointée, feuillée et tigée de sinople ; issante de trois coupeaux de gueules. |
| Blason de Rammersmatt | Détails | Le statut officiel du blason reste à déterminer.                                                                             |

| Blason de Ranspach | Blason  | Coupé de gueules et d'azur, au croissant tourné d'argent brochant sur la partition. |
| Blason de Ranspach | Détails | Le statut officiel du blason reste à déterminer.                                    |

| Blason de Ranspach-le-Bas | Blason  | De gueules à deux clés d'argent en pal, les pannetons en chef tournés vers l'extérieur, la rivière courante de même en pointe. |
| Blason de Ranspach-le-Bas | Détails | Le statut officiel du blason reste à déterminer.                                                                               |

| Blason de Ranspach-le-Haut | Blason  | De gueules à deux colonnes d'or sur une terrasse de même, deux branches de palmier de sinople brochant sur les colonnes, les tiges jointes en sautoir. |
| Blason de Ranspach-le-Haut | Détails | Le statut officiel du blason reste à déterminer. |

| Blason de Rantzwiller | Blason  | D'or à trois aigles de sable.                    |
| Blason de Rantzwiller | Détails | Le statut officiel du blason reste à déterminer. |

| Blason de Réguisheim | Blason  | D'argent à trois cœurs de gueules posés en pal, à grandeur décroissante de la pointe vers le chef, l'un soutenant l'autre. |
| Blason de Réguisheim | Détails | Le statut officiel du blason reste à déterminer.                                                                           |

| Blason de Reiningue | Blason  | D'azur à un fer à cheval d'or, les huit trous de clous ajourés du champ, le buste-reliquaire de saint Romain d'argent auréolé d'or alézé en pointe. |
| Blason de Reiningue | Détails | Le statut officiel du blason reste à déterminer. |

| Blason de Retzwiller | Blason  | D'azur à la champagne d'argent pignonnée de trois montants. |
| Blason de Retzwiller | Détails | Le statut officiel du blason reste à déterminer.            |

| Blason de Ribeauvillé | Blason  | D'argent à un dextrochère de carnation bénissant, posé en pal et habillé d'azur, accompagnée de trois écussons de gueules bien ordonnés. |
| Blason de Ribeauvillé | Détails | Le statut officiel du blason reste à déterminer.                                                                                         |

| Blason de Richwiller | Blason  | D'azur à la fasce d'or, accompagnée de trois étoiles d'argent. |
| Blason de Richwiller | Détails | Le statut officiel du blason reste à déterminer.               |

| Blason de Riedisheim | Blason  | D'argent à une biche de gueules passant sur une terrasse de sinople. |
| Blason de Riedisheim | Détails | Le statut officiel du blason reste à déterminer.                     |

| Blason de Riedwihr | Blason  | Taillé de sinople à un chou pommé d'Alsace d'argent, et du même à unu crochet double en forme de S de sable posé en barre. |
| Blason de Riedwihr | Détails | Le statut officiel du blason reste à déterminer.                                                                           |

| Blason de Riespach | Blason  | D'argent à un cœur de gueules supportant une croix de même. |
| Blason de Riespach | Détails | Le statut officiel du blason reste à déterminer.            |

| Blason de Rimbach-près-Guebwiller | Blason  | D'azur à un écusson palé de quatre pièces d'argent et de gueules, à la filière d'or ; soutenu en pointe par un croissant montant et accompagné de cinq étoiles à six rais, trois en chef, une à dextre, une à sénestre, le tout d'or. |
| Blason de Rimbach-près-Guebwiller | Détails | Le statut officiel du blason reste à déterminer. |

| Blason de Rimbach-près-Masevaux | Blason  | D'azur à la rivière d'argent courante en barre brochant sur une crosse d'or posée en bande. |
| Blason de Rimbach-près-Masevaux | Détails | Le statut officiel du blason reste à déterminer.                                            |

| Blason de Rimbachzell | Blason  | De gueules à la croix de Malte d'argent soutenue par un glaive d'argent en barre, la poignée et la garde d'or, passé en sautoir sur une clé d'or en bande, panneton haut tourné à dextre. |
| Blason de Rimbachzell | Détails | Le statut officiel du blason reste à déterminer. |

| Blason de Riquewihr | Blason  | D'or à trois armures de cerf de sable posées en fasce et rangées en pal, la point à dextre, chevillées chacune de cinq pièces, surmontées d'une étoile de six rais du même. |
| Blason de Riquewihr | Détails | Le statut officiel du blason reste à déterminer. |

| Blason de Rixheim | Blason  | D'argent diapré de sable, à deux cadrils de gueules cambrés et entrelacés en forme de rose. |
| Blason de Rixheim | Détails | Le statut officiel du blason reste à déterminer.                                            |

| Blason de Roderen | Blason  | De sable à un clocher d'argent accosté de deux étoiles d'or. |
| Blason de Roderen | Détails | Le statut officiel du blason reste à déterminer.             |

| Blason de Rodern | Blason  | D'or à une roue de sable à six rais, le premier en pal. |
| Blason de Rodern | Détails | Le statut officiel du blason reste à déterminer.        |

| Blason de Roggenhouse | Blason  | Parti d'argent à un hibou de gueules, et du même à un épi de seigle et une houlette, le tout d'or et passé en sautoir. |
| Blason de Roggenhouse | Détails | Le statut officiel du blason reste à déterminer.                                                                       |

| Blason de Romagny | Blason  | D'argent à la branche de pommier posée en pal et courbée en forme de S, feuillée de quatre pièces de sinople et fruitée de deux pièces de gueules, l'une en chef à senestre, l'autre en pointe à dextre. |
| Blason de Romagny | Détails | Le statut officiel du blason reste à déterminer. |

| Blason de Rombach-le-Franc | Blason  | Parti d'argent à un sapin arraché de sinople, et d'azur à la croix patriarcale d'or. |
| Blason de Rombach-le-Franc | Détails | Le statut officiel du blason reste à déterminer.                                     |

| Blason de Roppentzwiller | Blason  | De gueules à un cygne d'argent passant accompagné en pointe d'une étoile à huit rais d'or, accostée des lettres capitales R et Z de même. |
| Blason de Roppentzwiller | Détails | Le statut officiel du blason reste à déterminer.                                                                                          |

| Blason de Rorschwihr | Blason  | D'or à un gril de sable posé en bande, la poignée en bas. |
| Blason de Rorschwihr | Détails | Le statut officiel du blason reste à déterminer.          |

| Blason de Rosenau | Blason  | D'azur à une fleur de nénuphar d'argent boutonnée d'or, au chef du second chargé d'une barque de gueules équipée de deux rames du même. |
| Blason de Rosenau | Détails | Le statut officiel du blason reste à déterminer.                                                                                        |

| Blason de Rouffach | Blason  | D'azur à la Sainte Vierge de carnation vêtue de gueules et d'azur, assise sur un trône d'or, tenant de sa main droite une haute fleur de lys d'or, la tête couronnée et nimbée de même, sur ses genoux l'Enfant Jésus bénissant de carnation, au nimbe crucifère d'or, un écusson de gueules à la bande d'argent brochant en pointe. |
| Blason de Rouffach | Détails | Le statut officiel du blason reste à déterminer. |

| Blason de Ruederbach | Blason  | D'azur à un globe d'argent cintré et croisé d'or. |
| Blason de Ruederbach | Détails | Le statut officiel du blason reste à déterminer.  |

| Blason de Ruelisheim | Blason  | D'azur à trois chevrons d'or.                    |
| Blason de Ruelisheim | Détails | Le statut officiel du blason reste à déterminer. |

| Blason de Rumersheim-le-Haut | Blason  | D'azur à saint Nicolas vêtu pontificalement, la mitre en tête, tenant un livre de sa main dextre et une crosse de sa senestre, le tout d'or, adextré de deux croisettes de même, l'une sur l'autre. |
| Blason de Rumersheim-le-Haut | Détails | Le statut officiel du blason reste à déterminer. |

| Blason de Rustenhart | Blason  | Fascé d'argent et d'azur à l'étoile de six rais d'or brochant sur le tout. |
| Blason de Rustenhart | Détails | Le statut officiel du blason reste à déterminer.                           |

- Haut – A
- B
- C
- D
- E
- F
- G
- H
- I
- J
- K
- L
- M
- N
- O
- P
- Q
- R
- S
- T
- U
- V
- W
- X
- Y
- Z

## S
| Blason de Saint-Amarin | Blason  | Coupé de gueules et d'azur, un croissant d'argent brochant la partition. |
| Blason de Saint-Amarin | Détails | Le statut officiel du blason reste à déterminer.                         |

| Blason de Saint-Bernard | Blason  | De gueules chapé-ployé d'argent, au chef d'azur chargé de trois besants d'or. |
| Blason de Saint-Bernard | Détails | Le statut officiel du blason reste à déterminer.                              |

| Blason de Saint-Cosme | Blason  | D'azur à une église d'argent couverte de gueules et ajourée de sable, soutenue par un mur à trois contreforts du second maçonnés du quatrième. |
| Blason de Saint-Cosme | Détails | Le statut officiel du blason reste à déterminer.                                                                                               |

| Blason de Saint-Hippolyte | Blason  | D'azur à Saint Hippolyte de carnation nimbé d'or, les mains croisées sur son corps et les pieds attachés à une corde de sable tirée par un cheval contourné d'argent monté par un bourreau de carnation, vêtu de gueules, tenant de sa dextre un fouet aussi de sable, le tout soutenu d'un écusson aux armes de Lorraine, sommé d'une couronne de marquis aussi d'or. |
| Blason de Saint-Hippolyte | Détails | Le statut officiel du blason reste à déterminer. |

| Blason de Saint-Louis | Blason  | D'azur à trois fleurs de lys d'argent.           |
| Blason de Saint-Louis | Détails | Le statut officiel du blason reste à déterminer. |

| Blason de Saint-Ulrich | Blason  | De gueules à une mitre épiscopale d'argent garnie d'or posée en bande brochant sur un crosseron d'or posé en barre. |
| Blason de Saint-Ulrich | Détails | Le statut officiel du blason reste à déterminer.                                                                    |

| Blason de Sainte-Croix-aux-Mines | Blason  | D'argent à la bande de gueules accompagnée de six fleurs de lis du même ordonnées 2 et 1 en chef, en bande en pointe. |
| Blason de Sainte-Croix-aux-Mines | Détails | Le statut officiel du blason reste à déterminer.                                                                      |

| Blason de Sainte-Croix-en-Plaine | Blason  | D'azur à la croix haussée tréflée au pied fiché d'argent, deux crosses d'or affrontées, futées d'argent, passées en sautoir et brochant sur le tout. |
| Blason de Sainte-Croix-en-Plaine | Détails | Le statut officiel du blason reste à déterminer. |

| Blason de Sainte-Marie-aux-Mines | Blason  | Parti d'argent à trois écussons de gueules, et de Lorraine ; sur le tout de sable à un marteau et une pointerolle de mineur d'argent passés en sautoir. |
| Blason de Sainte-Marie-aux-Mines | Détails | Le statut officiel du blason reste à déterminer. |

| Blason de Sausheim | Blason  | D'argent à un gril de sable, la queue en pal vers le chef, soutenant un croissant montant de gueules. |
| Blason de Sausheim | Détails | Le statut officiel du blason reste à déterminer.                                                      |

| Blason de Schlierbach | Blason  | Parti de sable au lion contourné d'or et lampassé de gueules, et du second à la croix du premier. |
| Blason de Schlierbach | Détails | Le statut officiel du blason reste à déterminer.                                                  |

| Blason de Schweighouse-Thann | Blason  | D'argent à une étoile de sinople posée en abime entourée de deux branches de laurier de même, les tiges passées en sautoir et nouées d'or en pointe. |
| Blason de Schweighouse-Thann | Détails | Le statut officiel du blason reste à déterminer. |

| Blason de Schwoben | Blason  | De gueules à un fer de moulin d'or.              |
| Blason de Schwoben | Détails | Le statut officiel du blason reste à déterminer. |

| Blason de Sentheim | Blason  | D'azur à un four à chaux d'argent couvert de gueules, sa nuée d'argent mouvant vers l'angle dextre du chef, le tout sur une terrasse de gueules.               |
| Blason de Sentheim | Détails | * Il y a là non-respect de la règle de contrariété des couleurs : ces armes sont fautives (gueules sur azur). Le statut officiel du blason reste à déterminer. |

| Blason de Seppois-le-Bas | Blason  | D'or à trois écussons de gueules, au chef du même à trois anneaux d'argent. |
| Blason de Seppois-le-Bas | Détails | Le statut officiel du blason reste à déterminer.                            |

| Blason de Seppois-le-Haut | Blason  | D'azur au cœur d'or.                             |
| Blason de Seppois-le-Haut | Détails | Le statut officiel du blason reste à déterminer. |

| Blason de Sewen | Blason  | Écartelé : au 1er d'azur à la couronne ducale d'or sertie de gueules, au 2d d'or à un sapin de sinople sur un mont de même, au 3e d'or à une fourmi de sable posée en pal, au 4e d'azur à trois fasces ondées d'argent. |
| Blason de Sewen | Détails | Le statut officiel du blason reste à déterminer. |

| Blason de Sickert | Blason  | De sinople à la chapelle du lieu d'argent couverte de gueules, le clocher à senestre, au franc-canton d'or à deux cerises de gueules tigées et feuillées du champ. |
| Blason de Sickert | Détails | Le statut officiel du blason reste à déterminer. |

| Blason de Sierentz | Blason  | D'azur à une aigle d'or.                         |
| Blason de Sierentz | Détails | Le statut officiel du blason reste à déterminer. |

| Blason de Sigolsheim | Blason  | D'azur aux deux lettres majuscules S et I entrelacées d'argent ,accompagnées en chef de deux grappes de raisin d'or. |
| Blason de Sigolsheim | Détails | Le statut officiel du blason reste à déterminer.                                                                     |

| Blason de Sondernach | Blason  | De gueules à une schlitte d'or.                  |
| Blason de Sondernach | Détails | Le statut officiel du blason reste à déterminer. |

| Blason de Sondersdorf | Blason  | D'argent à la scie d'or brochante sur un cœur de gueules, au soleil de même posé en pointe. |
| Blason de Sondersdorf | Détails | Le statut officiel du blason reste à déterminer.                                            |

| Blason de Soppe-le-Bas | Blason  | Coupé de sable au lion issant d'argent couronné d'or, armé et lampassé de gueules ; et d'or à un cornet de gueules lié et virolé de même. |
| Blason de Soppe-le-Bas | Détails | Le statut officiel du blason reste à déterminer.                                                                                          |

| Blason de Soppe-le-Haut | Blason  | D'argent à la fasce ondée haussée d'azur, un mont de deux coupeaux de sinople issant de la pointe, le clocher de l'église du lieu d'or ajouré et ouvert de sable, mouvant de la pointe et brochant sur le tout. |
| Blason de Soppe-le-Haut | Détails | Le statut officiel du blason reste à déterminer. |

| Blason de Soultzbach-les-Bains | Blason  | De gueules à la bordure nébulée d'azur et d'argent, au sautoir d'or brochant sur le tout. |
| Blason de Soultzbach-les-Bains | Détails | Le statut officiel du blason reste à déterminer.                                          |

| Blason de Soultzeren | Blason  | De sinople à deux cors des Alpes d'argent posés en sautoir. |
| Blason de Soultzeren | Détails | Le statut officiel du blason reste à déterminer.            |

| Blason de Soultz-Haut-Rhin | Blason  | De gueules à la croix d'argent cantonnée de quatre oiseaux passants de sable*.                                 |
| Blason de Soultz-Haut-Rhin | Détails | * Il y a là non-respect de la règle de contrariété des couleurs : ces armes sont fautives (sable sur gueules). |

| Blason de Soultzmatt | Blason  | D'or à un coq de sable becqué, crêté, barbé et membré de gueules, passant sur un mont de trois coupeaux de sinople. |
| Blason de Soultzmatt | Détails | Le statut officiel du blason reste à déterminer.                                                                    |

| Blason de Spechbach-le-Bas | Blason  | D'azur à trois écussons d'or, à la bordure du même. |
| Blason de Spechbach-le-Bas | Détails | Le statut officiel du blason reste à déterminer.    |

| Blason de Spechbach-le-Haut | Blason  | D'or au marteau d'azur, la panne à dextre, emmanché de gueules, posé en pal. |
| Blason de Spechbach-le-Haut | Détails | Le statut officiel du blason reste à déterminer.                             |

| Blason de Staffelfelden | Blason  | De gueules à un étui de crosse contourné d'argent. |
| Blason de Staffelfelden | Détails | Le statut officiel du blason reste à déterminer.   |

| Blason de Steinbach | Blason  | D'or à un sapin de sinople fûté et arraché de sable, adextré en chef d'une grappe de raisin de gueules tigée et feuillée de sinople, et senestré en chef d'une masse et d'un marteau d'azur emmanchés de sable, posés en sautoir. |
| Blason de Steinbach | Détails | La transition du blason en alias à celui ci-contre, a eu lieu en avril 2003. Le statut officiel du blason reste à déterminer. |
| Blason de Steinbach | Alias   | D'or à un sapin de sinople fûté et arraché de sable adextré en chef d'une grappe de raisin de gueules tigée et feuillée de sinople, et senestrée en chef d'une serpette de vigneron d'azur en pal emmanchée de sable.             |

| Blason de Steinbrunn-le-Bas | Blason  | Coupé d'azur et de sable, le chef chargé d'un besant parti d'argent et d'or. |
| Blason de Steinbrunn-le-Bas | Détails | Le statut officiel du blason reste à déterminer.                             |

| Blason de Steinbrunn-le-Haut | Blason  | Parti de gueules à la clé d'or, le panneton en chef à sénestre, et du même au lion à la queue fourchue du premier, lampassé de même, la tête et le col d'azur. |
| Blason de Steinbrunn-le-Haut | Détails | Le statut officiel du blason reste à déterminer. |

| Blason de Steinsoultz | Blason  | De gueules au rocher d'or, à la champagne d'azur à deux fasces ondées d'argent. |
| Blason de Steinsoultz | Détails | Le statut officiel du blason reste à déterminer.                                |

| Blason de Sternenberg | Blason  | D'azur à un mont de trois coupeaux d'or surmontés de trois étoiles à cinq rais de même. |
| Blason de Sternenberg | Détails | Le statut officiel du blason reste à déterminer.                                        |

| Blason de Stetten | Blason  | De gueules à une clé d'or et un glaive d'argent emmanché du second mis en sautoir, et soutenant un écusson d'or à deux corbeaux de sable volant à dextre. |
| Blason de Stetten | Détails | Le statut officiel du blason reste à déterminer. |

| Blason de Storckensohn | Blason  | D'azur à une cigogne au naturel debout sur une patte sur une terrasse de sinople.                                                                              |
| Blason de Storckensohn | Détails | * Il y a là non-respect de la règle de contrariété des couleurs : ces armes sont fautives (sinople sur azur). Le statut officiel du blason reste à déterminer. |

| Blason de Stosswihr | Blason  | D'argent à une pelle d'azur posée en pal et versée, son manche brisé du même. |
| Blason de Stosswihr | Détails | Le statut officiel du blason reste à déterminer.                              |

| Blason de Strueth | Blason  | D'argent à la croix de gueules, la partie supérieure du pal passant dans une couronne d'or, la traverse chargée de trois étoiles à cinq rais de même. |
| Blason de Strueth | Détails | Le statut officiel du blason reste à déterminer. |

| Blason de Sundhoffen | Blason  | De gueules au soc de charrue d'argent posé en pal, la pointe haute. |
| Blason de Sundhoffen | Détails | Le statut officiel du blason reste à déterminer.                    |

- Haut – A
- B
- C
- D
- E
- F
- G
- H
- I
- J
- K
- L
- M
- N
- O
- P
- Q
- R
- S
- T
- U
- V
- W
- X
- Y
- Z

## T
| Blason de Tagolsheim | Blason  | Taillé d'azur à un croissant contourné d'argent, et du même à un rameau de buis de sinople. |
| Blason de Tagolsheim | Détails | Le statut officiel du blason reste à déterminer.                                            |

| Blason de Tagsdorf | Blason  | De gueules à deux cierges d'argent allumés d'or passés en sautoir, un blaireau passant de même brochant sur le tout.                                                                                                 |
| Blason de Tagsdorf | Détails | Armes parlantes (Le village (Dorf) des blaireaux (Dachs)). Les cierges évoquent saint Blaise, patron de la paroisse et le blaireau représente le sobriquet des habitants. Officiel - Création des armoiries en 1977. |

| Blason de Thann | Blason  | Parti de gueules à la fasce d'argent, et d'azur à un sapin arraché d'or.                               |
| Blason de Thann | Détails | Armes parlantes (en allemand, Tannen signifie sapin). Le statut officiel du blason reste à déterminer. |

| Blason de Thannenkirch | Blason  | Parti d'argent à un sapin de sinople futé et arraché de sable, et de gueules au portail d'une église d'or, ouvert et ajouré du champ, sur une terrasse de sinople.                                                                                |
| Blason de Thannenkirch | Détails | Armes parlantes (en allemand, Tannen signifie sapin et Kirche signifie église). * Il y a là non-respect de la règle de contrariété des couleurs : ces armes sont fautives (sinople sur gueules). Le statut officiel du blason reste à déterminer. |

| Blason de Traubach-le-Bas | Blason  | De gueules à un sabot d'or surmonté d'une fasce haussée d'argent. |
| Blason de Traubach-le-Bas | Détails | Le statut officiel du blason reste à déterminer.                  |

| Blason de Traubach-le-Haut | Blason  | De sable au chevron d'or duquel sont mouvantes six feuilles de tilleul tigées de même. |
| Blason de Traubach-le-Haut | Détails | Le statut officiel du blason reste à déterminer.                                       |

| Blason de Turckheim | Blason  | D'argent à une porte de gueules, ses pentures et son annelet de sable. |
| Blason de Turckheim | Détails | Le statut officiel du blason reste à déterminer.                       |

- Haut – A
- B
- C
- D
- E
- F
- G
- H
- I
- J
- K
- L
- M
- N
- O
- P
- Q
- R
- S
- T
- U
- V
- W
- X
- Y
- Z

## U
| Blason de Ueberstrass | Blason  | D'azur à la croix de Malte d'or.                 |
| Blason de Ueberstrass | Détails | Le statut officiel du blason reste à déterminer. |

| Blason de Uffheim | Blason  | Coupé d'or au lion issant de gueules, et d'azur à une roue de moulin du premier. |
| Blason de Uffheim | Détails | Le statut officiel du blason reste à déterminer.                                 |

| Blason de Uffholtz | Blason  | D'azur au lion d'argent.                         |
| Blason de Uffholtz | Détails | Le statut officiel du blason reste à déterminer. |

| Blason de Ungersheim | Blason  | D'azur à trois trèfles d'or.                     |
| Blason de Ungersheim | Détails | Le statut officiel du blason reste à déterminer. |

| Blason de Urbès | Blason  | Coupé-ondé de sinople à une roue de voiture à huit rais d'or, et de gueules à une lampe antique de mineur d'argent en pointe, une fasce ondée d'argent brochant sur la partition. |
| Blason de Urbès | Détails | Le statut officiel du blason reste à déterminer. |

| Blason de Urschenheim | Blason  | D'argent au dragon de sinople langué de gueules. |
| Blason de Urschenheim | Détails | Le statut officiel du blason reste à déterminer. |

- Haut – A
- B
- C
- D
- E
- F
- G
- H
- I
- J
- K
- L
- M
- N
- O
- P
- Q
- R
- S
- T
- U
- V
- W
- X
- Y
- Z

## V
| Blason de Valdieu-Lutran | Blason  | Parti d'argent à une rose de gueules barbée et boutonnée d'or, et d'azur à une fleur de lys d'or, le bâton pastoral du même de saint Robert brochant sur la partition. |
| Blason de Valdieu-Lutran | Détails | Le statut officiel du blason reste à déterminer. |

| Blason de Vieux-Ferrette | Blason  | D'argent à deux bâtons écotés de gueules, alézés et passé en sautoir, accostés de deux lions assis affrontés de même. |
| Blason de Vieux-Ferrette | Détails | Le statut officiel du blason reste à déterminer.                                                                      |

| Blason de Vieux-Thann | Blason  | D'argent à un sapin arraché de sinople.          |
| Blason de Vieux-Thann | Détails | Le statut officiel du blason reste à déterminer. |

| Blason de Village-Neuf | Blason  | De gueules à une chouette d'argent.              |
| Blason de Village-Neuf | Détails | Le statut officiel du blason reste à déterminer. |

| Blason de Vœgtlinshoffen | Blason  | De gueules à une crosse d'évêque d'argent en pal au pied fiché, au sautoir d'or accompagné de trois besants de même en pointe mal ordonnés, le tout brochant la crosse. |
| Blason de Vœgtlinshoffen | Détails | Le statut officiel du blason reste à déterminer. |

| Blason de Vogelgrun | Blason  | De sinople à une mouette d'argent plongeant en barre, une rivière ondée du même en pointe . |
| Blason de Vogelgrun | Détails | Le statut officiel du blason reste à déterminer.                                            |

| Blason de Volgelsheim | Blason  | D'or au chevron d'azur abaissé, accompagné de deux lions de sable en chef. |
| Blason de Volgelsheim | Détails | Le statut officiel du blason reste à déterminer.                           |

- Haut – A
- B
- C
- D
- E
- F
- G
- H
- I
- J
- K
- L
- M
- N
- O
- P
- Q
- R
- S
- T
- U
- V
- W
- X
- Y
- Z

## W
| Blason de Wahlbach | Blason  | De gueules à la croix tréflée d'argent, un fer à cheval d'or brochant, les huit trous de clous ajourés. |
| Blason de Wahlbach | Détails | Le statut officiel du blason reste à déterminer.                                                        |

| Blason de Walbach | Blason  | D'azur à une hache à double tranchant d'argent emmanchée d'or. |
| Blason de Walbach | Détails | Le statut officiel du blason reste à déterminer.               |

| Blason de Waldighofen | Blason  | D'argent à deux clés de sable posées en sautoir, un cœur de gueules soutenant une fleur de lys d'azur, brochant sur les clés. |
| Blason de Waldighofen | Détails | Le statut officiel du blason reste à déterminer.                                                                              |

| Blason de Walheim | Blason  | De gueules à un besant d'argent.                 |
| Blason de Walheim | Détails | Le statut officiel du blason reste à déterminer. |

| Blason de Waltenheim | Blason  | Parti d'or et d'azur à deux croissants adossés de l'un en l'autre. DeviseCroire et croître |
| Blason de Waltenheim | Détails | Le statut officiel du blason reste à déterminer.                                           |

| Blason de Wasserbourg | Blason  | D'argent à la montagne de trois coupeaux de sinople, celui du milieu sommé d'une tour enfermée dans une enceinte, le tout de gueules maçonné de sable, accosté de deux sapins de sinople posés sur les coupeaux des flancs. |
| Blason de Wasserbourg | Détails | Le statut officiel du blason reste à déterminer. |

| Blason de Wattwiller | Blason  | D'argent à une aigle de sable, au chef d'azur chargé de deux fleurs de lys d'or. |
| Blason de Wattwiller | Détails | Le statut officiel du blason reste à déterminer.                                 |

| Blason de Weckolsheim | Blason  | D'argent à trois poids de gueules, au chef du même chargé d'un château crénelé à deux tours d'or maçonné de sable et girouetté d'argent, ouvert et ajouré du champ. |
| Blason de Weckolsheim | Détails | Le statut officiel du blason reste à déterminer. |

| Blason de Wegscheid | Blason  | De sinople au pairle d'argent sénestré d'une fleur de lys de même et soutenant une croix latine d'or, à la bordure componée de seize pièces du même et de sable. |
| Blason de Wegscheid | Détails | Le statut officiel du blason reste à déterminer. |

| Blason de Wentzwiller | Blason  | D'or à la fasce de sable posée sur un crampon en pal de gueules. |
| Blason de Wentzwiller | Détails | Le statut officiel du blason reste à déterminer.                 |

| Blason de Werentzhouse | Blason  | D'or au pal d'azur chargé d'un bourdon de pèlerin du champ, une coquille de même attachée et brochante sur le fut. |
| Blason de Werentzhouse | Détails | Le statut officiel du blason reste à déterminer.                                                                   |

| Blason de Westhalten | Blason  | De gueules à la flèche d'or empennée, posée en bande la pointe haute. |
| Blason de Westhalten | Détails | Le statut officiel du blason reste à déterminer.                      |

| Blason de Wettolsheim | Blason  | D'argent à une tortue de sable posée en pal.     |
| Blason de Wettolsheim | Détails | Le statut officiel du blason reste à déterminer. |

| Blason de Wickerschwihr | Blason  | D'or au flanchis de sable ; au chef d'azur chargé de trois coquilles d'argent. |
| Blason de Wickerschwihr | Détails | Le statut officiel du blason reste à déterminer.                               |

| Blason de Widensolen | Blason  | Coupé de sinople, et d'or à un ours passant de sable langué de gueules ; une crosse abbatiale avec son voile (sudarium) d'argent posée en pal, brochant sur la partition et passant derrière l'ours. |
| Blason de Widensolen | Détails | Le statut officiel du blason reste à déterminer. |

| Blason de Wihr-au-Val | Blason  | D'argent à deux clavettes de roue de chariot adossées de sable. |
| Blason de Wihr-au-Val | Détails | Le statut officiel du blason reste à déterminer.                |

| Blason de Wildenstein | Blason  | Parti de sinople à un verre à pied d'argent avec décors gravés de sable, et d'argent à un lévrier rampant de sable lampassé de gueules, colleté et bouclé d'or ; enté en pointe d'azur au pal d'or chargé de trois chevrons renversés de gueules. |
| Blason de Wildenstein | Détails | Le statut officiel du blason reste à déterminer. |

| Blason de Willer | Blason  | D'azur à la bande d'argent maçonnée de sable.    |
| Blason de Willer | Détails | Le statut officiel du blason reste à déterminer. |

| Blason de Willer-sur-Thur | Blason  | De gueules à la croix d'argent ajourée du champ, une abeille d'or en abîme ; accompagnée en chef dextre et en pointe senestre de trois épis de blé d'or posés en barre, tigés et feuillés de même, à la faucille d'argent emmanchée d'or brochante en bande ; et en chef senestre et en pointe dextre d'un marteau d'argent en bande et d'une tenaille de même en barre, les deux entrelacés. |
| Blason de Willer-sur-Thur | Détails | Le statut officiel du blason reste à déterminer. |

| Blason de Winkel | Blason  | D'argent au mont de trois coupeaux de sinople surmontés chacun d'un sapin de même, une rivière d'argent issante du coupeau central. |
| Blason de Winkel | Détails | Le statut officiel du blason reste à déterminer.                                                                                    |

| Blason de Wintzenheim | Blason  | De sinople au lévrier d'argent accolé et bouclé d'or. |
| Blason de Wintzenheim | Détails | Le statut officiel du blason reste à déterminer.      |

| Blason de Wittelsheim | Blason  | D'argent à la lettre majuscule W de sable brochante sur le fût d'une crosse de même. |
| Blason de Wittelsheim | Détails | Le statut officiel du blason reste à déterminer.                                     |

| Blason de Wittenheim | Blason  | D'or à une fasce de gueules accompagnée de trois léopards de sable. |
| Blason de Wittenheim | Détails | Le statut officiel du blason reste à déterminer.                    |

| Blason de Wittersdorf | Blason  | D'argent à l'ours rampant de sable, lampassé de gueules, tenant dans sa patte dextre antérieure une grappe de raisin de même. |
| Blason de Wittersdorf | Détails | Le statut officiel du blason reste à déterminer.                                                                              |

| Blason de Wolfersdorf | Blason  | D'or à la tête de loup arrachée de sable, armée et lampassée de gueules. |
| Blason de Wolfersdorf | Détails | Le statut officiel du blason reste à déterminer.                         |

| Blason de Wolfgantzen | Blason  | D'or au chevron d'azur accompagné de trois lionceaux de sable. |
| Blason de Wolfgantzen | Détails | Le statut officiel du blason reste à déterminer.               |

| Blason de Wolschwiller | Blason  | D'or au sapin de sinople posé sur une terrasse de sable. |
| Blason de Wolschwiller | Détails | Le statut officiel du blason reste à déterminer.         |

| Blason de Wuenheim | Blason  | D'argent à une branche de sapin de sinople mise en pal, adextrée d'une serpette contournée de gueules et sénestrée d'un soc de charrue de même. |
| Blason de Wuenheim | Détails | Le statut officiel du blason reste à déterminer.                                                                                                |

- Haut – A
- B
- C
- D
- E
- F
- G
- H
- I
- J
- K
- L
- M
- N
- O
- P
- Q
- R
- S
- T
- U
- V
- W
- X
- Y
- Z

## Z
| Blason de Zaessingue | Blason  | De sable au lion rampant d'argent lampassé et armé de gueules, couronné d'or. |
| Blason de Zaessingue | Détails | Le statut officiel du blason reste à déterminer.                              |

| Blason de Zellenberg | Blason  | D'argent à trois merlettes de sable accompagnées en cœur d'un écusson d'azur chargé d'une montagne isolée de trois coupeaux d'or. |
| Blason de Zellenberg | Détails | Le statut officiel du blason reste à déterminer.                                                                                  |

| Blason de Zillisheim | Blason  | D'argent à la lettre majuscule T de sable. |
| Blason de Zillisheim | Détails | Le style calligraphique de la lettre T n'est ici pas blasonné : cela signifie que n'importe quel style de lettre sera valable pour ce blason. Le statut officiel du blason reste à déterminer. |

| Blason de Zimmerbach | Blason  | D'azur au dextrochère de carnation, paré d'argent, mouvant du flanc senestre, tenant une grappe de raisin feuillée de deux pièces d'or et adextré d'une serpe de vigneron d'argent posée en pal. |
| Blason de Zimmerbach | Détails | Le statut officiel du blason reste à déterminer. |

| Blason de Zimmersheim | Blason  | De gueules au fer à cheval d'argent, les huit trous de clous ajourés du champ. |
| Blason de Zimmersheim | Détails | Le statut officiel du blason reste à déterminer.                               |